# Llista de topònims de Llagostera
Llista de topònims (noms propis de lloc) del municipi de Llagostera, al Gironès
Informació actualitzada per un bot. Els canvis manuals es perdran quan s'actualitzi!

## casa
| imatge | Nom                                | Ubicat a   | instància de | Detalls                                                  | coordenades                                                                             | Protecció                                            | Commons (més fotos)                | Dades a WD                    |
| ------ | ---------------------------------- | ---------- | ------------ | -------------------------------------------------------- | --------------------------------------------------------------------------------------- | ---------------------------------------------------- | ---------------------------------- | ----------------------------- |
|        | Can Palé                           | Llagostera | casa         | Estil: arquitectura popular                              | 41° 49′ 43″ N, 2° 53′ 36″ E / 41.8285°N,2.89328°E                                       | bé integrant del patrimoni cultural català           | Can Palé (Llagostera)              | Modifica les dades a Wikidata |
|        | Can Vidal                          | Llagostera | casa         | Estil: arquitectura popular                              | 41° 49′ 31″ N, 2° 53′ 32″ E / 41.8252°N,2.8923°E                                        | bé integrant del patrimoni cultural català           | Can Vidal (Llagostera)             | Modifica les dades a Wikidata |
|        | Casa Caldes                        | Llagostera | casa         | Estil: neoclassicisme                                    | 41° 49′ 41″ N, 2° 53′ 32″ E / 41.828°N,2.89227°E                                        | bé integrant del patrimoni cultural català           | Casa Caldes (Llagostera)           | Modifica les dades a Wikidata |
|        | Casa Comte                         | Llagostera | casa         | Estil: arquitectura eclèctica                            | 41° 49′ 42″ N, 2° 53′ 36″ E / 41.8284°N,2.89321°E                                       | bé integrant del patrimoni cultural català           | Casa Comte (Llagostera)            | Modifica les dades a Wikidata |
|        | Casa Coris del Doctor Pascual      | Llagostera | casa         | Estil: arquitectura eclèctica                            | 41° 49′ 35″ N, 2° 53′ 31″ E / 41.8263°N,2.89195°E                                       | bé integrant del patrimoni cultural català           | Casa Coris del Doctor Pascual      | Modifica les dades a Wikidata |
|        | Casa J.F. Coris                    | Llagostera | casa         | Estil: arquitectura eclèctica                            | 41° 49′ 35″ N, 2° 53′ 31″ E / 41.8263°N,2.892°E                                         | bé integrant del patrimoni cultural català           | Casa J.F. Coris                    | Modifica les dades a Wikidata |
|        | Casa NTBE                          | Llagostera | casa         | Estil: arquitectura eclèctica                            | 41° 49′ 43″ N, 2° 53′ 33″ E / 41.8285°N,2.89243°E                                       | bé integrant del patrimoni cultural català           | Casa NTBE (Llagostera)             | Modifica les dades a Wikidata |
|        | Casa Ribera                        | Llagostera | casa         | Estil: modernisme català arquitectura modernista         | 41° 49′ 33″ N, 2° 53′ 38″ E / 41.8258°N,2.89389°E                                       | bé integrant del patrimoni cultural català           | Casa Ribera de Llagostera          | Modifica les dades a Wikidata |
|        | Casa Rissec                        | Llagostera | casa         | Estil: modernisme català arquitectura modernista         | 41° 49′ 36″ N, 2° 53′ 41″ E / 41.8267°N,2.89481°E                                       | bé integrant del patrimoni cultural català           | Casa Rissec (Llagostera)           | Modifica les dades a Wikidata |
|        | Casa Soler                         | Llagostera | casa         | Estil: arquitectura eclèctica                            | 41° 49′ 42″ N, 2° 53′ 36″ E / 41.8283°N,2.89331°E                                       | bé integrant del patrimoni cultural català           | Casa Soler (Llagostera)            | Modifica les dades a Wikidata |
|        | Casa de les Vídues                 | Llagostera | casa         |                                                          | 41° 49′ 42″ N, 2° 53′ 33″ E / 41.8284°N,2.89247°E ca:Pl. de la Llibertat, 1. Llagostera | bé d'interès cultural bé cultural d'interès nacional | Casa de les Vídues (Llagostera)    | Modifica les dades a Wikidata |
|        | Casal de Can Rissec                | Llagostera | casa         |                                                          | 41° 47′ 30″ N, 2° 53′ 46″ E / 41.7918°N,2.89611°E                                       | bé integrant del patrimoni cultural català           | Casal de Can Rissec                | Modifica les dades a Wikidata |
|        | Garatge de Can Boada               | Llagostera | casa         | Estil: modernisme català arquitectura modernista         | 41° 49′ 34″ N, 2° 53′ 26″ E / 41.8262°N,2.89051°E                                       | bé integrant del patrimoni cultural català           | Garatge de Can Boada (Llagostera)  | Modifica les dades a Wikidata |
|        | habitatge al carrer Pau Casals, 14 | Llagostera | casa         | Estil: arquitectura eclèctica                            | 41° 49′ 29″ N, 2° 53′ 31″ E / 41.8246°N,2.892°E                                         | bé integrant del patrimoni cultural català           | Carrer Pau Casals, 14 (Llagostera) | Modifica les dades a Wikidata |
|        | habitatge al carrer Pau Casals, 16 | Llagostera | casa         | Estil: modernisme català arquitectura modernista         | 41° 49′ 29″ N, 2° 53′ 31″ E / 41.8246°N,2.89194°E                                       | bé integrant del patrimoni cultural català           | Carrer Pau Casals, 16 (Llagostera) | Modifica les dades a Wikidata |
|        | habitatge al carrer Pau Casals, 18 | Llagostera | casa         | Estil: arquitectura eclèctica                            | 41° 49′ 28″ N, 2° 53′ 31″ E / 41.8245°N,2.89188°E                                       | bé integrant del patrimoni cultural català           | Carrer Pau Casals, 18 (Llagostera) | Modifica les dades a Wikidata |
|        | habitatge al carrer Santa Anna, 25 | Llagostera | casa         |                                                          | 41° 49′ 42″ N, 2° 53′ 35″ E / 41.8284°N,2.89306°E                                       | bé integrant del patrimoni cultural català           | Carrer Santa Anna, 25 (Llagostera) | Modifica les dades a Wikidata |
|        | la Doma de Llagostera              | Llagostera | casa         | Estil: arquitectura popular Estat: enderrocat o destruït | 41° 49′ 39″ N, 2° 53′ 33″ E / 41.8276°N,2.89237°E                                       | bé integrant del patrimoni cultural català           | La Doma de Llagostera              | Modifica les dades a Wikidata |

## castell
| imatge | Nom                   | Ubicat a   | instància de                 | Detalls | coordenades                                                       | Protecció                                            | Commons (més fotos)              | Dades a WD                    |
| ------ | --------------------- | ---------- | ---------------------------- | ------- | ----------------------------------------------------------------- | ---------------------------------------------------- | -------------------------------- | ----------------------------- |
|        | Castell de Llagostera | Llagostera | castell jaciment arqueològic |         | 41° 49′ 44″ N, 2° 53′ 31″ E / 41.82888889°N,2.89194444°E 156 msnm | bé d'interès cultural bé cultural d'interès nacional | Castell de Llagostera            | Modifica les dades a Wikidata |
|        | Castell de Montagut   | Llagostera | castell                      |         | 41° 45′ 58″ N, 2° 56′ 21″ E / 41.766°N,2.93904°E                  | bé d'interès cultural bé cultural d'interès nacional | Castell de Montagut (Llagostera) | Modifica les dades a Wikidata |

## cova
| imatge | Nom                  | Ubicat a   | instància de | Detalls | coordenades                                                           | Protecció | Commons (més fotos) | Dades a WD                    |
| ------ | -------------------- | ---------- | ------------ | ------- | --------------------------------------------------------------------- | --------- | ------------------- | ----------------------------- |
|        | cova d'en Ruïra      | Llagostera | cova         |         | 41° 47′ 23″ N, 2° 52′ 31″ E / 41.78961688667751°N,2.875328063964844°E |           |                     | Modifica les dades a Wikidata |
|        | cova de Can Cabanyes | Llagostera | cova         |         | 41° 46′ 22″ N, 2° 56′ 34″ E / 41.7728°N,2.94268°E                     |           |                     | Modifica les dades a Wikidata |

## curs d'aigua
| imatge | Nom           | Ubicat a                                                              | instància de | Detalls                     | coordenades                                                                                               | Protecció | Commons (més fotos) | Dades a WD                    |
| ------ | ------------- | --------------------------------------------------------------------- | ------------ | --------------------------- | --- | --------- | ------------------- | ----------------------------- |
|        | Ridaura       | Llagostera Santa Cristina d'Aro Castell d'Aro, Platja d'Aro i s'Agaró | curs d'aigua | Desemboca: mar Mediterrània | 41° 46′ 37″ N, 2° 57′ 40″ E / 41.776891°N,2.961194°E 41° 48′ 23″ N, 3° 03′ 57″ E / 41.806287°N,3.065783°E |           | Ridaura             | Modifica les dades a Wikidata |
|        | riera Verneda | Llagostera Cassà de la Selva Santa Cristina d'Aro                     | curs d'aigua |                             | 41° 51′ 46″ N, 2° 52′ 20″ E / 41.862711°N,2.872125°E                                                      |           | Riera Verneda       | Modifica les dades a Wikidata |

## edifici
| imatge | Nom                            | Ubicat a   | instància de  | Detalls                                                | coordenades                                                                    | Protecció                                  | Commons (més fotos)          | Dades a WD                    |
| ------ | ------------------------------ | ---------- | ------------- | ------------------------------------------------------ | ------------------------------------------------------------------------------ | ------------------------------------------ | ---------------------------- | ----------------------------- |
|        | Bodega Ramiro                  | Llagostera | edifici       |                                                        | 41° 49′ 38″ N, 2° 53′ 21″ E / 41.827187°N,2.889147°E 127 msnm                  |                                            |                              | Modifica les dades a Wikidata |
|        | Can Pinet                      | Llagostera | edifici masia |                                                        | 41° 48′ 30″ N, 2° 53′ 10″ E / 41.8082494622558°N,2.88617456785515°E            |                                            |                              | Modifica les dades a Wikidata |
|        | Can Roquet                     | Llagostera | edifici       |                                                        | 41° 49′ 58″ N, 2° 53′ 58″ E / 41.83275105015623°N,2.8994035720825195°E         |                                            |                              | Modifica les dades a Wikidata |
|        | Can Ros                        | Llagostera | edifici       |                                                        | 41° 50′ 49″ N, 2° 53′ 22″ E / 41.84705071990774°N,2.889511585235596°E          |                                            |                              | Modifica les dades a Wikidata |
|        | Can la Plana d'en Rissec       | Llagostera | edifici       | Estat: ruïnós                                          | 41° 46′ 33″ N, 2° 53′ 59″ E / 41.77595248012274°N,2.899725437164307°E 365 msnm |                                            |                              | Modifica les dades a Wikidata |
|        | Can les Planes                 | Llagostera | edifici       |                                                        | 41° 48′ 53″ N, 2° 54′ 46″ E / 41.814634081192715°N,2.912900447845459°E         |                                            |                              | Modifica les dades a Wikidata |
|        | Casal Parroquial Llagosterenc  | Llagostera | edifici       |                                                        | 41° 49′ 21″ N, 2° 53′ 08″ E / 41.8224379584336°N,2.885649204254151°E           |                                            |                              | Modifica les dades a Wikidata |
|        | Casino Llagosterenc            | Llagostera | edifici       | Arquitecte: Josep Esteve i Corredor Estil: noucentisme | 41° 49′ 32″ N, 2° 53′ 37″ E / 41.8256°N,2.89362°E                              | bé integrant del patrimoni cultural català | Casino de Llagostera         | Modifica les dades a Wikidata |
|        | Escola Puig de les Cadiretes   | Llagostera | edifici       |                                                        | 41° 49′ 17″ N, 2° 54′ 11″ E / 41.821382571630394°N,2.9030406475067143°E        |                                            | Escola Puig de les Cadiretes | Modifica les dades a Wikidata |
|        | antic escorxador de Llagostera | Llagostera | edifici       |                                                        | 41° 49′ 51″ N, 2° 53′ 01″ E / 41.830960368929°N,2.883481979370117°E            |                                            |                              | Modifica les dades a Wikidata |

## entitat singular de població
| imatge | Nom                    | Ubicat a   | instància de                                                                   | Detalls  | coordenades                                                                | Protecció | Commons (més fotos)     | Dades a WD                    |
| ------ | ---------------------- | ---------- | ------------------------------------------------------------------------------ | -------- | -------------------------------------------------------------------------- | --------- | ----------------------- | ----------------------------- |
|        | Bruguera               | Llagostera | entitat singular de població                                                   | 148 hab  | 41° 51′ 05″ N, 2° 54′ 27″ E / 41.8515°N,2.907611°E 145 msnm                |           |                         | Modifica les dades a Wikidata |
|        | Cantallops             | Llagostera | entitat singular de població                                                   | 26 hab   | 41° 49′ 46″ N, 2° 53′ 44″ E / 41.829388888889°N,2.8955°E 129 msnm          |           | Cantallops (Llagostera) | Modifica les dades a Wikidata |
|        | Creu de Serra          | Llagostera | entitat singular de població                                                   | 25 hab   | 41° 49′ 08″ N, 2° 52′ 44″ E / 41.818916666667°N,2.8789722222222°E 138 msnm |           |                         | Modifica les dades a Wikidata |
|        | Font Bona              | Llagostera | entitat singular de població                                                   | 145 hab  | 41° 46′ 27″ N, 2° 54′ 48″ E / 41.774098185779°N,2.913449460623°E 322 msnm  |           |                         | Modifica les dades a Wikidata |
|        | Gaià                   | Llagostera | entitat singular de població                                                   | 86 hab   | 41° 50′ 20″ N, 2° 53′ 24″ E / 41.838972°N,2.889889°E 128 msnm              |           |                         | Modifica les dades a Wikidata |
|        | Ganix                  | Llagostera | entitat singular de població                                                   | 15 hab   | 41° 50′ 19″ N, 2° 53′ 35″ E / 41.838736°N,2.892961°E 136 msnm              |           |                         | Modifica les dades a Wikidata |
|        | Llagostera             | Llagostera | entitat singular de població ens local històric de Catalunya capital municipal | 6845 hab | 41° 49′ 37″ N, 2° 53′ 37″ E / 41.82688°N,2.89365°E 155 msnm                |           |                         | Modifica les dades a Wikidata |
|        | Llagostera Residencial | Llagostera | entitat singular de població                                                   | 473 hab  | 41° 49′ 55″ N, 2° 54′ 43″ E / 41.831895°N,2.912023°E 274 msnm              |           |                         | Modifica les dades a Wikidata |
|        | Llobatera              | Llagostera | entitat singular de població                                                   | 70 hab   | 41° 48′ 04″ N, 2° 52′ 32″ E / 41.801°N,2.875472°E 175 msnm                 |           |                         | Modifica les dades a Wikidata |
|        | Mas Gotarra            | Llagostera | entitat singular de població                                                   | 430 hab  | 41° 49′ 12″ N, 2° 53′ 26″ E / 41.820111111111°N,2.8905277777778°E 136 msnm |           |                         | Modifica les dades a Wikidata |
|        | Mata                   | Llagostera | entitat singular de població                                                   | 22 hab   | 41° 49′ 49″ N, 2° 51′ 37″ E / 41.830194°N,2.860207°E 125 msnm              |           |                         | Modifica les dades a Wikidata |
|        | Mont-rei               | Llagostera | entitat singular de població                                                   | 108 hab  | 41° 49′ 39″ N, 2° 52′ 29″ E / 41.827395°N,2.874759°E 153 msnm              |           |                         | Modifica les dades a Wikidata |
|        | Penedes                | Llagostera | entitat singular de població                                                   | 93 hab   | 41° 50′ 19″ N, 2° 56′ 55″ E / 41.838681°N,2.948711°E 180 msnm              |           | Penedes (Llagostera)    | Modifica les dades a Wikidata |
|        | Pocafarina             | Llagostera | entitat singular de població                                                   | 9 hab    | 41° 49′ 09″ N, 2° 53′ 51″ E / 41.819194444444°N,2.8975277777778°E 145 msnm |           |                         | Modifica les dades a Wikidata |
|        | Sant Llorenç           | Llagostera | entitat singular de població                                                   | 110 hab  | 41° 48′ 25″ N, 2° 54′ 23″ E / 41.806805555556°N,2.9064166666667°E 149 msnm |           |                         | Modifica les dades a Wikidata |
|        | Selva Brava            | Llagostera | entitat singular de població                                                   | 331 hab  | 41° 47′ 24″ N, 2° 53′ 39″ E / 41.79°N,2.8941944444444°E 221 msnm           |           |                         | Modifica les dades a Wikidata |
|        | la Canyera             | Llagostera | entitat singular de població                                                   | 380 hab  | 41° 49′ 44″ N, 2° 52′ 06″ E / 41.828805555556°N,2.8683055555556°E 131 msnm |           |                         | Modifica les dades a Wikidata |
|        | la Mata                | Llagostera | entitat singular de població                                                   | 170 hab  | 41° 49′ 49″ N, 2° 51′ 38″ E / 41.83018118°N,2.86060091°E 124 msnm          |           |                         | Modifica les dades a Wikidata |

## església
| imatge | Nom                                | Ubicat a   | instància de     | Detalls                                           | coordenades                                                            | Protecció                                  | Commons (més fotos)                  | Dades a WD                    |
| ------ | ---------------------------------- | ---------- | ---------------- | ------------------------------------------------- | ---------------------------------------------------------------------- | ------------------------------------------ | ------------------------------------ | ----------------------------- |
|        | Ermita de Can Nadal                | Llagostera | església ermita  |                                                   | 41° 49′ 16″ N, 2° 54′ 41″ E / 41.82104676309057°N,2.9113125801086426°E |                                            |                                      | Modifica les dades a Wikidata |
|        | Mare de Déu del Carme de Llobatera | Llagostera | església capella |                                                   | 41° 48′ 02″ N, 2° 52′ 32″ E / 41.80061109921063°N,2.8756445646286015°E |                                            |                                      | Modifica les dades a Wikidata |
|        | Sant Ampèlit de Penedes            | Llagostera | església capella | Estil: arquitectura romànica arquitectura popular | 41° 50′ 22″ N, 2° 57′ 10″ E / 41.8394°N,2.95269°E                      | bé integrant del patrimoni cultural català | Ermita de Sant Ampèlit de Penedes    | Modifica les dades a Wikidata |
|        | capella de Sant Llorenç            | Llagostera | església         | Estil: arquitectura popular                       | 41° 48′ 19″ N, 2° 54′ 15″ E / 41.805277777778°N,2.9041666666667°E      | bé integrant del patrimoni cultural català | Capella de Sant Llorenç (Llagostera) | Modifica les dades a Wikidata |
|        | capella del Roser                  | Llagostera | església capella |                                                   | 41° 49′ 36″ N, 2° 53′ 26″ E / 41.8267°N,2.89045°E                      | bé integrant del patrimoni cultural català | Capella del Roser (Llagostera)       | Modifica les dades a Wikidata |
|        | església de Sant Feliu             | Llagostera | església         | Estil: gòtic flamíger                             | 41° 49′ 43″ N, 2° 53′ 32″ E / 41.8287°N,2.89233°E                      | bé integrant del patrimoni cultural català | Sant Feliu de Llagostera             | Modifica les dades a Wikidata |

## font
| imatge | Nom                          | Ubicat a   | instància de                       | Detalls                       | coordenades                                                               | Protecció                                  | Commons (més fotos)          | Dades a WD                    |
| ------ | ---------------------------- | ---------- | ---------------------------------- | ----------------------------- | ------------------------------------------------------------------------- | ------------------------------------------ | ---------------------------- | ----------------------------- |
|        | Aigua de Salenys             | Llagostera | font marca comercial aigua mineral | 1823                          | 41° 50′ 24″ N, 2° 58′ 00″ E / 41.83997222222222°N,2.966666666666667°E     |                                            |                              | Modifica les dades a Wikidata |
|        | Font de la Banya Croua       | Llagostera | font                               |                               | 41° 47′ 38″ N, 2° 55′ 30″ E / 41.79390441395615°N,2.924916744232178°E     |                                            |                              | Modifica les dades a Wikidata |
|        | Font de la Taverna de Dalt   | Llagostera | font cos d'aigua                   |                               | 41° 46′ 20″ N, 2° 55′ 18″ E / 41.7723438868103°N,2.9216659069061284°E     |                                            |                              | Modifica les dades a Wikidata |
|        | Font pública de Llagostera   | Llagostera | font                               | Estil: arquitectura del ferro | 41° 49′ 41″ N, 2° 53′ 31″ E / 41.828°N,2.89208°E                          | bé integrant del patrimoni cultural català | Font pública de Llagostera   | Modifica les dades a Wikidata |
|        | font de Sant Ampèlit         | Llagostera | font                               |                               | 41° 50′ 41″ N, 2° 56′ 52″ E / 41.844597°N,2.947748°E 153 msnm             |                                            | Font de Sant Ampèlit         | Modifica les dades a Wikidata |
|        | font de la Plaça del Castell | Llagostera | font                               |                               | 41° 49′ 44″ N, 2° 53′ 32″ E / 41.828969°N,2.892339°E ca:Plaça del Castell |                                            | Font de la Plaça del Castell | Modifica les dades a Wikidata |
|        | font de la Taverna           | Llagostera | font                               |                               | 41° 46′ 37″ N, 2° 55′ 22″ E / 41.7768095021473°N,2.92283385433848°E       |                                            |                              | Modifica les dades a Wikidata |

## granja
| imatge | Nom                  | Ubicat a   | instància de | Detalls | coordenades                                                            | Protecció | Commons (més fotos) | Dades a WD                    |
| ------ | -------------------- | ---------- | ------------ | ------- | ---------------------------------------------------------------------- | --------- | ------------------- | ----------------------------- |
|        | Granges d'en Sabater | Llagostera | granja       |         | 41° 48′ 51″ N, 2° 51′ 39″ E / 41.8142383381974°N,2.86094064991811°E    |           |                     | Modifica les dades a Wikidata |
|        | Granja Carbó         | Llagostera | granja       |         | 41° 48′ 58″ N, 2° 53′ 11″ E / 41.81599343148372°N,2.8864860534667973°E |           |                     | Modifica les dades a Wikidata |
|        | Granja d'en Companyó | Llagostera | granja       |         | 41° 49′ 00″ N, 2° 51′ 55″ E / 41.8166302558648°N,2.86519771230072°E    |           |                     | Modifica les dades a Wikidata |
|        | Granja de l'Holandès | Llagostera | granja       |         | 41° 50′ 21″ N, 2° 53′ 14″ E / 41.83914593131735°N,2.887333631515503°E  |           |                     | Modifica les dades a Wikidata |

## indret
| imatge | Nom                                   | Ubicat a   | instància de | Detalls | coordenades                                                          | Protecció                                  | Commons (més fotos)                   | Dades a WD                    |
| ------ | ------------------------------------- | ---------- | ------------ | ------- | -------------------------------------------------------------------- | ------------------------------------------ | ------------------------------------- | ----------------------------- |
|        | Pedra dels Sacrificis de Can Cabanyes | Llagostera | indret       |         | 41° 46′ 12″ N, 2° 56′ 37″ E / 41.77°N,2.94358°E                      | bé integrant del patrimoni cultural català | Pedra dels Sacrificis de Can Cabanyes | Modifica les dades a Wikidata |
|        | bosc d'en Muntaner                    | Llagostera | indret       |         | 41° 49′ 12″ N, 2° 52′ 52″ E / 41.8200952959976°N,2.881196737289429°E |                                            |                                       | Modifica les dades a Wikidata |

## jaciment
| imatge | Nom                 | Ubicat a   | instància de | Detalls | coordenades                                          | Protecció                                  | Commons (més fotos) | Dades a WD                    |
| ------ | ------------------- | ---------- | ------------ | ------- | ---------------------------------------------------- | ------------------------------------------ | ------------------- | ----------------------------- |
|        | Can Roure           | Llagostera | jaciment     |         | 41° 49′ 24″ N, 2° 54′ 54″ E / 41.823436°N,2.915109°E | bé integrant del patrimoni cultural català |                     | Modifica les dades a Wikidata |
|        | Presa de Can Rissec | Llagostera | jaciment     |         | 41° 46′ 57″ N, 2° 53′ 41″ E / 41.782595°N,2.894848°E | bé integrant del patrimoni cultural català |                     | Modifica les dades a Wikidata |
|        | Tranquinell         | Llagostera | jaciment     |         |                                                      | bé cultural d'interès local                |                     | Modifica les dades a Wikidata |

## jaciment arqueològic
| imatge | Nom                     | Ubicat a                     | instància de                                          | Detalls | coordenades                                                                | Protecció                                  | Commons (més fotos)           | Dades a WD                    |
| ------ | ----------------------- | ---------------------------- | ----------------------------------------------------- | ------- | -------------------------------------------------------------------------- | ------------------------------------------ | ----------------------------- | ----------------------------- |
|        | Bruguera                | Cassà de la Selva Llagostera | jaciment arqueològic                                  |         | 41° 51′ 35″ N, 2° 54′ 22″ E / 41.859731°N,2.90604°E                        | bé integrant del patrimoni cultural català |                               | Modifica les dades a Wikidata |
|        | Can Bordes              | Llagostera                   | jaciment arqueològic                                  |         | 41° 51′ 42″ N, 2° 54′ 46″ E / 41.861804°N,2.91274°E                        | bé integrant del patrimoni cultural català |                               | Modifica les dades a Wikidata |
|        | Can Costa               | Llagostera                   | jaciment arqueològic                                  |         | 41° 51′ 32″ N, 2° 55′ 14″ E / 41.858802°N,2.920555°E                       | bé integrant del patrimoni cultural català |                               | Modifica les dades a Wikidata |
|        | Can Crispins            | Llagostera                   | jaciment arqueològic                                  |         | 41° 46′ 59″ N, 2° 55′ 11″ E / 41.7830555556°N,2.91972222222°E              | bé cultural d'interès local                |                               | Modifica les dades a Wikidata |
|        | Can Font                | Llagostera                   | jaciment arqueològic                                  |         | 41° 49′ 24″ N, 2° 55′ 06″ E / 41.823201°N,2.918419°E                       | bé cultural d'interès local                |                               | Modifica les dades a Wikidata |
|        | Can Morató              | Llagostera                   | jaciment arqueològic                                  |         | 41° 51′ 15″ N, 2° 57′ 14″ E / 41.854146°N,2.953791°E 160 msnm              | bé integrant del patrimoni cultural català |                               | Modifica les dades a Wikidata |
|        | Can Nadal               | Llagostera                   | jaciment arqueològic                                  |         | 41° 49′ 25″ N, 2° 54′ 46″ E / 41.823648°N,2.912699°E                       | bé cultural d'interès local                |                               | Modifica les dades a Wikidata |
|        | Can Vidal               | Llagostera                   | jaciment arqueològic                                  |         | 41° 47′ 58″ N, 2° 52′ 22″ E / 41.799496°N,2.872886°E                       | bé integrant del patrimoni cultural català |                               | Modifica les dades a Wikidata |
|        | L’Hort d’en Pere Blanch | Llagostera                   | jaciment arqueològic                                  |         | 41° 49′ 53″ N, 2° 53′ 50″ E / 41.831327°N,2.897129°E                       | bé integrant del patrimoni cultural català |                               | Modifica les dades a Wikidata |
|        | Puig Gros               | Llagostera                   | jaciment arqueològic                                  |         | 41° 48′ 20″ N, 2° 53′ 42″ E / 41.805654°N,2.895098°E                       | bé integrant del patrimoni cultural català |                               | Modifica les dades a Wikidata |
|        | Torre dels Moros        | Penedes                      | jaciment arqueològic termes romanes estructura romana |         | 41° 50′ 54″ N, 2° 56′ 05″ E / 41.848269°N,2.934586°E 147 msnm              | bé integrant del patrimoni cultural català | Torre dels Moros (Llagostera) | Modifica les dades a Wikidata |
|        | la Font del Penedès     | Llagostera                   | jaciment arqueològic                                  |         | 41° 51′ 03″ N, 2° 57′ 39″ E / 41.850791666667°N,2.9607833333333°E 170 msnm | bé integrant del patrimoni cultural català |                               | Modifica les dades a Wikidata |

## masia
| imatge | Nom                        | Ubicat a           | instància de     | Detalls                       | coordenades                                                                    | Protecció                                  | Commons (més fotos)                | Dades a WD                    |
| ------ | -------------------------- | ------------------ | ---------------- | ----------------------------- | ------------------------------------------------------------------------------ | ------------------------------------------ | ---------------------------------- | ----------------------------- |
|        | Banya Croua                | Llagostera         | masia            |                               | 41° 47′ 41″ N, 2° 55′ 21″ E / 41.794632°N,2.92261°E 190 msnm                   |                                            | Casa de Banya Croua                | Modifica les dades a Wikidata |
|        | Ca l'Alzineta              | Llagostera         | masia            |                               | 41° 50′ 35″ N, 2° 53′ 31″ E / 41.843082°N,2.891888°E                           |                                            |                                    | Modifica les dades a Wikidata |
|        | Ca l'Artau                 | Llagostera         | masia            |                               | 41° 50′ 23″ N, 2° 54′ 10″ E / 41.839586°N,2.902783°E 133 msnm                  |                                            |                                    | Modifica les dades a Wikidata |
|        | Ca l'Escarola              | Llagostera         | masia            |                               | 41° 50′ 50″ N, 2° 53′ 48″ E / 41.847147°N,2.896582°E 134 msnm                  |                                            | Ca l'Escarola (Llagostera)         | Modifica les dades a Wikidata |
|        | Ca l'Estrac                | Llagostera         | masia            |                               | 41° 48′ 41″ N, 2° 53′ 31″ E / 41.811435496113425°N,2.892022132873535°E         |                                            |                                    | Modifica les dades a Wikidata |
|        | Ca l'Ocell                 | Llagostera         | masia            |                               | 41° 48′ 40″ N, 2° 53′ 17″ E / 41.811164°N,2.888031°E 156 msnm                  |                                            |                                    | Modifica les dades a Wikidata |
|        | Ca la Maria Grossa         | Llagostera         | masia            |                               | 41° 50′ 23″ N, 2° 54′ 29″ E / 41.839729°N,2.907922°E 131 msnm                  |                                            |                                    | Modifica les dades a Wikidata |
|        | Ca la Santa                | Llagostera         | masia            |                               | 41° 48′ 55″ N, 2° 53′ 11″ E / 41.81535374082303°N,2.8864860534667973°E         |                                            |                                    | Modifica les dades a Wikidata |
|        | Ca n'Alfonso               | Llagostera         | masia            |                               | 41° 51′ 17″ N, 2° 54′ 15″ E / 41.8546244445787°N,2.90403087114842°E            |                                            |                                    | Modifica les dades a Wikidata |
|        | Ca n'Alou                  | Llagostera Penedes | masia            | Estil: arquitectura popular   | 41° 50′ 04″ N, 2° 55′ 37″ E / 41.8345°N,2.92692°E                              | bé integrant del patrimoni cultural català | Ca n'Alou (Llagostera)             | Modifica les dades a Wikidata |
|        | Ca n'Oliu                  | Llagostera         | masia            |                               | 41° 50′ 40″ N, 2° 54′ 12″ E / 41.844581°N,2.903341°E 131 msnm                  |                                            | Ca n'Oliu (Llagostera)             | Modifica les dades a Wikidata |
|        | Ca n'Oliver                | Llagostera         | masia            |                               | 41° 49′ 52″ N, 2° 54′ 45″ E / 41.8311681767796°N,2.91247188836654°E            |                                            |                                    | Modifica les dades a Wikidata |
|        | Cal Borni                  | Llagostera         | masia            |                               | 41° 51′ 08″ N, 2° 54′ 08″ E / 41.8521369585023°N,2.90215527705033°E            |                                            |                                    | Modifica les dades a Wikidata |
|        | Cal Cisteller              | Llagostera         | masia            |                               | 41° 51′ 18″ N, 2° 54′ 40″ E / 41.854994°N,2.911152°E 151 msnm                  |                                            |                                    | Modifica les dades a Wikidata |
|        | Cal Domer Petit            | Llagostera         | masia            | Estil: arquitectura popular   | 41° 49′ 41″ N, 2° 53′ 29″ E / 41.8281°N,2.89142°E                              | bé integrant del patrimoni cultural català | Cal Domer Petit                    | Modifica les dades a Wikidata |
|        | Cal Ferrer                 | Llagostera         | masia            |                               | 41° 50′ 25″ N, 2° 57′ 10″ E / 41.840313°N,2.952651°E 187 msnm                  |                                            |                                    | Modifica les dades a Wikidata |
|        | Cal Ganxó                  | Llagostera         | masia            |                               | 41° 50′ 47″ N, 2° 53′ 24″ E / 41.84630743962621°N,2.8898763656616215°E         |                                            |                                    | Modifica les dades a Wikidata |
|        | Cal Garsot                 | Llagostera         | masia            |                               | 41° 49′ 59″ N, 2° 54′ 06″ E / 41.8330329382487°N,2.90173877515082°E            |                                            |                                    | Modifica les dades a Wikidata |
|        | Cal Guenyo                 | Llagostera         | masia            |                               | 41° 51′ 32″ N, 2° 54′ 39″ E / 41.8588091237309°N,2.91083180635317°E            |                                            |                                    | Modifica les dades a Wikidata |
|        | Cal Matutano               | Llagostera         | masia            | Estat: ruïnós                 | 41° 50′ 32″ N, 2° 55′ 41″ E / 41.8423295432399°N,2.92801886450254°E 136 msnm   |                                            | Cal Matutano                       | Modifica les dades a Wikidata |
|        | Cal Patró                  | Llagostera         | masia            |                               | 41° 50′ 08″ N, 2° 53′ 17″ E / 41.835501°N,2.88801°E 135 msnm                   |                                            |                                    | Modifica les dades a Wikidata |
|        | Cal Pere Petit             | Llagostera         | masia            |                               | 41° 50′ 14″ N, 2° 53′ 55″ E / 41.837275°N,2.898749°E 127 msnm                  |                                            |                                    | Modifica les dades a Wikidata |
|        | Cal Rajoler                | Llagostera         | masia            |                               | 41° 49′ 48″ N, 2° 51′ 36″ E / 41.8299094305744°N,2.86012396379482°E            |                                            |                                    | Modifica les dades a Wikidata |
|        | Cal Rector                 | Llagostera         | masia            |                               | 41° 50′ 34″ N, 2° 55′ 04″ E / 41.842895°N,2.917686°E 136 msnm                  |                                            |                                    | Modifica les dades a Wikidata |
|        | Cal Rei                    | Llagostera         | masia            |                               | 41° 50′ 08″ N, 2° 53′ 25″ E / 41.835533°N,2.890284°E 137 msnm                  |                                            |                                    | Modifica les dades a Wikidata |
|        | Cal Soldat                 | Llagostera         | masia            |                               | 41° 51′ 11″ N, 2° 55′ 09″ E / 41.8530778484092°N,2.91909199694012°E            |                                            |                                    | Modifica les dades a Wikidata |
|        | Cal Viu                    | Llagostera         | masia            |                               | 41° 49′ 55″ N, 2° 54′ 11″ E / 41.8319756273814°N,2.9031908512115483°E          |                                            |                                    | Modifica les dades a Wikidata |
|        | Cal Viuet                  | Llagostera         | masia            |                               | 41° 50′ 22″ N, 2° 54′ 08″ E / 41.83937°N,2.902097°E 135 msnm                   |                                            |                                    | Modifica les dades a Wikidata |
|        | Cal Xicó                   | Llagostera         | masia            |                               | 41° 48′ 18″ N, 2° 53′ 36″ E / 41.80508583152531°N,2.89339542388916°E           |                                            |                                    | Modifica les dades a Wikidata |
|        | Can Balandric Nou          | Llagostera         | masia            |                               | 41° 50′ 14″ N, 2° 53′ 04″ E / 41.8372501377812°N,2.88448519972388°E            |                                            |                                    | Modifica les dades a Wikidata |
|        | Can Balandric Vell         | Llagostera         | masia            |                               | 41° 49′ 58″ N, 2° 53′ 13″ E / 41.832862966069655°N,2.887043952941895°E         |                                            |                                    | Modifica les dades a Wikidata |
|        | Can Baldiri                | Llagostera         | masia            |                               | 41° 51′ 13″ N, 2° 54′ 42″ E / 41.853612°N,2.911688°E 155 msnm                  |                                            |                                    | Modifica les dades a Wikidata |
|        | Can Balet                  | Llagostera         | masia            |                               | 41° 50′ 57″ N, 2° 54′ 38″ E / 41.8492795284875°N,2.91044751209822°E            |                                            |                                    | Modifica les dades a Wikidata |
|        | Can Balmanya               | Llagostera         | masia            |                               | 41° 50′ 26″ N, 2° 57′ 03″ E / 41.840417°N,2.95087°E 187 msnm                   |                                            |                                    | Modifica les dades a Wikidata |
|        | Can Bareia                 | Llagostera         | masia            |                               | 41° 50′ 16″ N, 2° 56′ 01″ E / 41.83772312552776°N,2.9336500167846684°E         |                                            |                                    | Modifica les dades a Wikidata |
|        | Can Bas                    | Llagostera         | masia            |                               | 41° 50′ 39″ N, 2° 55′ 05″ E / 41.844062°N,2.917997°E 139 msnm                  |                                            |                                    | Modifica les dades a Wikidata |
|        | Can Bauler de Baix         | Llagostera         | masia            |                               | 41° 48′ 42″ N, 2° 53′ 12″ E / 41.8115464461875°N,2.88661418405377°E            |                                            |                                    | Modifica les dades a Wikidata |
|        | Can Bauler de Dalt         | Llagostera         | masia            |                               | 41° 48′ 15″ N, 2° 53′ 22″ E / 41.8043°N,2.88945°E                              | bé integrant del patrimoni cultural català | Can Bauler de Dalt                 | Modifica les dades a Wikidata |
|        | Can Begudany               | Llagostera         | masia            |                               | 41° 50′ 20″ N, 2° 53′ 44″ E / 41.83894610095297°N,2.8955411911010747°E         |                                            |                                    | Modifica les dades a Wikidata |
|        | Can Belluga                | Llagostera         | masia            |                               | 41° 50′ 14″ N, 2° 53′ 37″ E / 41.837355°N,2.893503°E 136 msnm                  |                                            |                                    | Modifica les dades a Wikidata |
|        | Can Blau                   | Llagostera         | masia            |                               | 41° 51′ 02″ N, 2° 54′ 21″ E / 41.8504737453366°N,2.9058199665485°E             |                                            |                                    | Modifica les dades a Wikidata |
|        | Can Boada                  | Llagostera         | masia            | Estil: arquitectura popular   | 41° 48′ 25″ N, 2° 52′ 48″ E / 41.8069°N,2.88005°E                              | bé integrant del patrimoni cultural català | Can Boada (Llagostera)             | Modifica les dades a Wikidata |
|        | Can Boet                   | Llagostera         | masia            |                               | 41° 48′ 48″ N, 2° 54′ 27″ E / 41.81322672343625°N,2.907471656799317°E          |                                            |                                    | Modifica les dades a Wikidata |
|        | Can Bofí                   | Llagostera         | masia            |                               | 41° 48′ 13″ N, 2° 52′ 33″ E / 41.8036622687226°N,2.8759717941284184°E          |                                            |                                    | Modifica les dades a Wikidata |
|        | Can Boira                  | Llagostera         | masia            |                               | 41° 49′ 00″ N, 2° 52′ 35″ E / 41.816561°N,2.876519°E 152 msnm                  |                                            |                                    | Modifica les dades a Wikidata |
|        | Can Bonet                  | Llagostera         | masia            |                               | 41° 48′ 34″ N, 2° 55′ 13″ E / 41.80938831783811°N,2.9201638698577885°E         |                                            | Can Bonet de Llagostera            | Modifica les dades a Wikidata |
|        | Can Bonet de les Sorres    | Llagostera         | masia            |                               | 41° 49′ 57″ N, 2° 55′ 01″ E / 41.83247125951659°N,2.917031049728394°E          |                                            |                                    | Modifica les dades a Wikidata |
|        | Can Borra                  | Llagostera         | masia            | Estil: arquitectura popular   | 41° 50′ 03″ N, 2° 52′ 20″ E / 41.8342°N,2.87213°E                              | bé integrant del patrimoni cultural català | Can Borra (Llagostera)             | Modifica les dades a Wikidata |
|        | Can Borra Nou              | Llagostera         | masia            |                               | 41° 50′ 30″ N, 2° 54′ 14″ E / 41.8417894594463°N,2.90385733285898°E 130 msnm   |                                            | Can Borra Nou                      | Modifica les dades a Wikidata |
|        | Can Breig                  | Llagostera         | masia            |                               | 41° 49′ 20″ N, 2° 53′ 35″ E / 41.822126141415865°N,2.8929233551025395°E        |                                            |                                    | Modifica les dades a Wikidata |
|        | Can Brujats                | Llagostera         | masia            |                               | 41° 51′ 32″ N, 2° 53′ 45″ E / 41.859015°N,2.895851°E 139 msnm                  |                                            |                                    | Modifica les dades a Wikidata |
|        | Can Buera                  | Llagostera         | masia            |                               | 41° 48′ 23″ N, 2° 54′ 57″ E / 41.806524818239°N,2.9158134729191°E              |                                            |                                    | Modifica les dades a Wikidata |
|        | Can Cabanyes               | Llagostera         | masia            |                               | 41° 48′ 14″ N, 2° 54′ 41″ E / 41.803854211619445°N,2.911301851272583°E         |                                            |                                    | Modifica les dades a Wikidata |
|        | Can Cabanyes de Montagut   | Llagostera         | masia            |                               | 41° 46′ 17″ N, 2° 56′ 35″ E / 41.7713450992545°N,2.94318608767928°E            |                                            |                                    | Modifica les dades a Wikidata |
|        | Can Cabrera                | Llagostera         | masia            |                               | 41° 48′ 12″ N, 2° 55′ 27″ E / 41.803296°N,2.924256°E 101 msnm                  |                                            | Can Cabrera (Llagostera)           | Modifica les dades a Wikidata |
|        | Can Calbet                 | Llagostera         | masia            |                               | 41° 49′ 47″ N, 2° 52′ 43″ E / 41.8295880632847°N,2.87848969563642°E            |                                            |                                    | Modifica les dades a Wikidata |
|        | Can Calceta                | Llagostera         | masia            |                               | 41° 51′ 19″ N, 2° 55′ 06″ E / 41.8552389387193°N,2.91829414119105°E            |                                            |                                    | Modifica les dades a Wikidata |
|        | Can Camós                  | Llagostera         | masia            |                               | 41° 50′ 23″ N, 2° 56′ 55″ E / 41.839817°N,2.948542°E 183 msnm                  |                                            |                                    | Modifica les dades a Wikidata |
|        | Can Cantó                  | Llagostera         | masia            |                               | 41° 49′ 10″ N, 2° 53′ 44″ E / 41.819504°N,2.895466°E 127 msnm                  |                                            |                                    | Modifica les dades a Wikidata |
|        | Can Canyera                | Llagostera         | masia            |                               | 41° 49′ 50″ N, 2° 52′ 07″ E / 41.8306670152498°N,2.86860047818347°E            |                                            |                                    | Modifica les dades a Wikidata |
|        | Can Canyet                 | Llagostera         | masia            |                               | 41° 50′ 21″ N, 2° 53′ 34″ E / 41.83908198566863°N,2.892794609069824°E          |                                            |                                    | Modifica les dades a Wikidata |
|        | Can Carreres               | Llagostera         | masia            |                               | 41° 51′ 03″ N, 2° 53′ 38″ E / 41.850808°N,2.893903°E 137 msnm                  |                                            | Casa de Can Carreres de Llagostera | Modifica les dades a Wikidata |
|        | Can Carreter               | Llagostera         | masia            |                               | 41° 50′ 53″ N, 2° 53′ 36″ E / 41.8481216677089°N,2.893352508544922°E           |                                            |                                    | Modifica les dades a Wikidata |
|        | Can Castells               | Llagostera         | masia            |                               | 41° 50′ 19″ N, 2° 53′ 22″ E / 41.838668°N,2.88958°E 130 msnm                   |                                            |                                    | Modifica les dades a Wikidata |
|        | Can Castelló               | Llagostera         | masia            |                               | 41° 50′ 30″ N, 2° 53′ 23″ E / 41.84166°N,2.889785°E 121 msnm                   |                                            |                                    | Modifica les dades a Wikidata |
|        | Can Cateura                | Llagostera         | masia            |                               | 41° 50′ 44″ N, 2° 55′ 06″ E / 41.8455745927917°N,2.91837871225087°E 140 msnm   |                                            |                                    | Modifica les dades a Wikidata |
|        | Can Cateura                | Llagostera         | masia            |                               | 41° 49′ 40″ N, 2° 54′ 07″ E / 41.827863°N,2.901931°E 130 msnm                  |                                            |                                    | Modifica les dades a Wikidata |
|        | Can Catrolet               | Llagostera         | masia            |                               | 41° 50′ 57″ N, 2° 53′ 06″ E / 41.8492029294499°N,2.88510215422048°E            |                                            |                                    | Modifica les dades a Wikidata |
|        | Can Cebrià                 | Llagostera         | masia            |                               | 41° 48′ 49″ N, 2° 53′ 21″ E / 41.8135575324633°N,2.8892111999356°E             |                                            |                                    | Modifica les dades a Wikidata |
|        | Can Cirilo                 | Llagostera         | masia            |                               | 41° 50′ 59″ N, 2° 53′ 59″ E / 41.8498381767239°N,2.89980972377003°E            |                                            |                                    | Modifica les dades a Wikidata |
|        | Can Cisonet                | Llagostera         | masia            |                               | 41° 50′ 18″ N, 2° 53′ 41″ E / 41.83846650553251°N,2.894586324691773°E          |                                            |                                    | Modifica les dades a Wikidata |
|        | Can Cisterna               | Llagostera         | masia            |                               | 41° 50′ 10″ N, 2° 53′ 47″ E / 41.836212358911936°N,2.8965175151824956°E        |                                            |                                    | Modifica les dades a Wikidata |
|        | Can Codolar                | Llagostera         | masia            | Estil: arquitectura eclèctica | 41° 47′ 59″ N, 2° 53′ 55″ E / 41.7998°N,2.89861°E                              | bé integrant del patrimoni cultural català | Can Codolar (Llagostera)           | Modifica les dades a Wikidata |
|        | Can Codolar                | Llagostera         | masia            |                               | 41° 50′ 42″ N, 2° 57′ 01″ E / 41.845045°N,2.950237°E 163 msnm                  |                                            |                                    | Modifica les dades a Wikidata |
|        | Can Coixinera              | Llagostera         | masia            |                               | 41° 49′ 54″ N, 2° 54′ 18″ E / 41.83158791247135°N,2.90488064289093°E           |                                            |                                    | Modifica les dades a Wikidata |
|        | Can Corrius                | Llagostera         | masia            |                               | 41° 50′ 50″ N, 2° 52′ 43″ E / 41.8473589731787°N,2.87873313185748°E            |                                            |                                    | Modifica les dades a Wikidata |
|        | Can Costa                  | Llagostera         | masia            |                               | 41° 51′ 22″ N, 2° 55′ 09″ E / 41.85623311548658°N,2.91912317276001°E 165 msnm  |                                            |                                    | Modifica les dades a Wikidata |
|        | Can Costurer               | Llagostera         | masia            |                               | 41° 49′ 46″ N, 2° 57′ 35″ E / 41.829546226327°N,2.95981371138664°E             |                                            |                                    | Modifica les dades a Wikidata |
|        | Can Creu de Por            | Llagostera         | masia            |                               | 41° 49′ 11″ N, 2° 53′ 53″ E / 41.81959157240143°N,2.8980088233947754°E         |                                            |                                    | Modifica les dades a Wikidata |
|        | Can Crispins               | Llagostera         | masia            |                               | 41° 47′ 00″ N, 2° 55′ 19″ E / 41.7833209165514°N,2.92186332894774°E            |                                            |                                    | Modifica les dades a Wikidata |
|        | Can Cristos                | Llagostera         | masia            |                               | 41° 48′ 38″ N, 2° 54′ 38″ E / 41.810684°N,2.910433°E 162 msnm                  |                                            |                                    | Modifica les dades a Wikidata |
|        | Can Cristòfol              | Llagostera         | masia            |                               | 41° 50′ 38″ N, 2° 53′ 47″ E / 41.843782°N,2.896485°E 126 msnm                  |                                            |                                    | Modifica les dades a Wikidata |
|        | Can Curt                   | Llagostera         | masia            |                               | 41° 49′ 31″ N, 2° 53′ 52″ E / 41.8253916103944°N,2.89778868810173°E            |                                            |                                    | Modifica les dades a Wikidata |
|        | Can Darder                 | Llagostera         | masia            |                               | 41° 47′ 44″ N, 2° 54′ 18″ E / 41.7955576153672°N,2.9048652861811°E             |                                            |                                    | Modifica les dades a Wikidata |
|        | Can Dobles                 | Llagostera         | masia            |                               | 41° 49′ 06″ N, 2° 53′ 00″ E / 41.818344239776685°N,2.8834283351898193°E        |                                            |                                    | Modifica les dades a Wikidata |
|        | Can Domenequet             | Llagostera         | masia            |                               | 41° 48′ 12″ N, 2° 54′ 32″ E / 41.80327038352283°N,2.9090058803558354°E         |                                            |                                    | Modifica les dades a Wikidata |
|        | Can Domènec                | Llagostera         | masia            |                               | 41° 48′ 12″ N, 2° 53′ 45″ E / 41.80343°N,2.895809°E 155 msnm                   |                                            |                                    | Modifica les dades a Wikidata |
|        | Can Déu                    | Llagostera         | masia            |                               | 41° 49′ 34″ N, 2° 53′ 58″ E / 41.8260146498997°N,2.89955786760009°E            |                                            |                                    | Modifica les dades a Wikidata |
|        | Can Falailla               | Llagostera         | masia            |                               | 41° 50′ 28″ N, 2° 54′ 10″ E / 41.8409779357512°N,2.90278656210646°E            |                                            |                                    | Modifica les dades a Wikidata |
|        | Can Feixinaire             | Llagostera         | masia            |                               | 41° 48′ 31″ N, 2° 54′ 03″ E / 41.808556632975886°N,2.900744676589966°E         |                                            |                                    | Modifica les dades a Wikidata |
|        | Can Feliu                  | Llagostera         | masia            |                               |                                                                                |                                            |                                    | Modifica les dades a Wikidata |
|        | Can Ferran                 | Llagostera         | masia            |                               | 41° 51′ 18″ N, 2° 53′ 54″ E / 41.8549709275143°N,2.89846445163485°E 137 msnm   |                                            |                                    | Modifica les dades a Wikidata |
|        | Can Font                   | Llagostera         | masia            | Estil: arquitectura popular   | 41° 49′ 21″ N, 2° 55′ 09″ E / 41.8224°N,2.91928°E                              | bé integrant del patrimoni cultural català | Can Font (Llagostera)              | Modifica les dades a Wikidata |
|        | Can Franciac               | Llagostera         | masia            |                               | 41° 50′ 51″ N, 2° 53′ 40″ E / 41.84740237638651°N,2.8943717479705815°E         |                                            |                                    | Modifica les dades a Wikidata |
|        | Can Fullanet               | Llagostera         | masia            |                               | 41° 48′ 19″ N, 2° 51′ 51″ E / 41.80519779579736°N,2.8640627861022954°E         |                                            |                                    | Modifica les dades a Wikidata |
|        | Can Funierons              | Llagostera         | masia            |                               | 41° 49′ 08″ N, 2° 54′ 22″ E / 41.818855968920765°N,2.9059910774230957°E        |                                            |                                    | Modifica les dades a Wikidata |
|        | Can Furroi                 | Llagostera         | masia            |                               | 41° 51′ 08″ N, 2° 54′ 28″ E / 41.8522226559555°N,2.90775695048487°E            |                                            |                                    | Modifica les dades a Wikidata |
|        | Can Futral                 | Llagostera         | masia            |                               | 41° 50′ 52″ N, 2° 54′ 41″ E / 41.8478660909847°N,2.91128066237138°E            |                                            |                                    | Modifica les dades a Wikidata |
|        | Can Fàbregues de Baix      | Llagostera         | masia            |                               | 41° 51′ 04″ N, 2° 52′ 47″ E / 41.850989811797°N,2.87973819377866°E             |                                            |                                    | Modifica les dades a Wikidata |
|        | Can Fàbregues de Dalt      | Llagostera         | masia            |                               | 41° 50′ 56″ N, 2° 52′ 55″ E / 41.8490014535027°N,2.88182592519186°E            |                                            |                                    | Modifica les dades a Wikidata |
|        | Can Galceran               | Llagostera         | masia            |                               | 41° 50′ 01″ N, 2° 52′ 32″ E / 41.833733°N,2.875522°E 126 msnm                  |                                            | Can Galceran (Llagostera)          | Modifica les dades a Wikidata |
|        | Can Gallina                | Llagostera         | masia            |                               | 41° 49′ 05″ N, 2° 52′ 37″ E / 41.81812835281758°N,2.8770661354064946°E         |                                            |                                    | Modifica les dades a Wikidata |
|        | Can Gandol de Baix         | Llagostera         | masia            |                               | 41° 49′ 21″ N, 2° 52′ 57″ E / 41.822541897102106°N,2.8825163841247563°E        |                                            |                                    | Modifica les dades a Wikidata |
|        | Can Gandol de Dalt         | Llagostera         | masia            |                               | 41° 49′ 12″ N, 2° 52′ 40″ E / 41.820039983949°N,2.87780937774462°E             |                                            |                                    | Modifica les dades a Wikidata |
|        | Can Gasconell              | Llagostera         | masia            |                               | 41° 49′ 22″ N, 2° 51′ 24″ E / 41.822678765103°N,2.8567902654446°E              |                                            |                                    | Modifica les dades a Wikidata |
|        | Can Gascons                | Llagostera         | masia            |                               | 41° 49′ 28″ N, 2° 51′ 33″ E / 41.8245671985831°N,2.85920838074755°E            |                                            |                                    | Modifica les dades a Wikidata |
|        | Can Gelada                 | Llagostera         | masia            |                               | 41° 48′ 33″ N, 2° 54′ 16″ E / 41.8091°N,2.90436°E 142 msnm                     |                                            |                                    | Modifica les dades a Wikidata |
|        | Can Gepic                  | Llagostera         | masia            |                               | 41° 49′ 45″ N, 2° 54′ 19″ E / 41.8291536487096°N,2.905218601226806°E           |                                            |                                    | Modifica les dades a Wikidata |
|        | Can Gingí                  | Llagostera         | masia            |                               | 41° 50′ 55″ N, 2° 54′ 25″ E / 41.8485290915592°N,2.90684674562544°E            |                                            |                                    | Modifica les dades a Wikidata |
|        | Can Gorners                | Llagostera         | masia            |                               | 41° 50′ 29″ N, 2° 53′ 21″ E / 41.8413890157072°N,2.88925956459674°E            |                                            |                                    | Modifica les dades a Wikidata |
|        | Can Gotarra                | Llagostera         | masia            |                               | 41° 49′ 13″ N, 2° 53′ 21″ E / 41.8203271674323°N,2.8892755508422856°E          |                                            |                                    | Modifica les dades a Wikidata |
|        | Can Gotarró                | Llagostera         | masia            |                               | 41° 48′ 31″ N, 2° 54′ 36″ E / 41.80862060911786°N,2.90987491607666°E           |                                            |                                    | Modifica les dades a Wikidata |
|        | Can Grau Miquel            | Llagostera         | masia            |                               | 41° 50′ 44″ N, 2° 56′ 48″ E / 41.845428°N,2.946782°E 151 msnm                  |                                            |                                    | Modifica les dades a Wikidata |
|        | Can Gros                   | Llagostera         | masia            | Estil: arquitectura popular   | 41° 48′ 45″ N, 2° 54′ 53″ E / 41.8126°N,2.91465°E                              | bé integrant del patrimoni cultural català | Can Gros (Llagostera)              | Modifica les dades a Wikidata |
|        | Can Guardiola              | Llagostera         | masia            | Estil: arquitectura popular   | 41° 49′ 12″ N, 2° 55′ 03″ E / 41.8199°N,2.91747°E 126 msnm                     | bé integrant del patrimoni cultural català | Can Guardiola (Llagostera)         | Modifica les dades a Wikidata |
|        | Can Guilla                 | Llagostera         | masia            |                               | 41° 49′ 23″ N, 2° 52′ 59″ E / 41.82303760227677°N,2.882945537567139°E          |                                            |                                    | Modifica les dades a Wikidata |
|        | Can Guillem                | Llagostera         | masia            |                               | 41° 50′ 54″ N, 2° 53′ 00″ E / 41.8482013921426°N,2.88334521060723°E            |                                            |                                    | Modifica les dades a Wikidata |
|        | Can Guinó                  | Llagostera         | masia            |                               | 41° 48′ 40″ N, 2° 54′ 02″ E / 41.81102°N,2.900627°E 134 msnm                   |                                            |                                    | Modifica les dades a Wikidata |
|        | Can Gustós                 | Llagostera         | masia            |                               | 41° 50′ 25″ N, 2° 54′ 10″ E / 41.8402483661999°N,2.90277562167809°E 134 msnm   |                                            | Can Gustós                         | Modifica les dades a Wikidata |
|        | Can Joanillo               | Llagostera         | masia            |                               | 41° 48′ 28″ N, 2° 54′ 18″ E / 41.80790087383703°N,2.905025482177735°E          |                                            |                                    | Modifica les dades a Wikidata |
|        | Can Llambí                 | Llagostera Penedes | masia            |                               | 41° 50′ 20″ N, 2° 56′ 55″ E / 41.839°N,2.94848°E                               | bé integrant del patrimoni cultural català | Can Llambí (Llagostera)            | Modifica les dades a Wikidata |
|        | Can Llebre                 | Llagostera         | masia            |                               | 41° 50′ 13″ N, 2° 53′ 47″ E / 41.83684384770841°N,2.896356582641602°E          |                                            |                                    | Modifica les dades a Wikidata |
|        | Can Lloberes               | Llagostera         | masia            |                               | 41° 50′ 52″ N, 2° 55′ 27″ E / 41.8477852626652°N,2.92418210252731°E 141 msnm   |                                            | Can Lloberes (Llagostera)          | Modifica les dades a Wikidata |
|        | Can Llorenç                | Llagostera         | masia            |                               | 41° 50′ 26″ N, 2° 56′ 55″ E / 41.840457°N,2.948574°E 177 msnm                  |                                            |                                    | Modifica les dades a Wikidata |
|        | Can Llorenç de la Vila     | Llagostera         | masia            |                               | 41° 49′ 14″ N, 2° 53′ 57″ E / 41.820471°N,2.899103°E 134 msnm                  |                                            | Can Llorenç de la Vila             | Modifica les dades a Wikidata |
|        | Can Magna                  | Llagostera         | masia            |                               | 41° 50′ 41″ N, 2° 53′ 59″ E / 41.8445870521363°N,2.89969746184595°E            |                                            |                                    | Modifica les dades a Wikidata |
|        | Can Maimir                 | Llagostera         | masia            |                               | 41° 48′ 19″ N, 2° 53′ 04″ E / 41.805322°N,2.884356°E 175 msnm                  |                                            | Can Maimir                         | Modifica les dades a Wikidata |
|        | Can Mametis                | Llagostera         | masia            |                               | 41° 50′ 03″ N, 2° 53′ 26″ E / 41.8343019302833°N,2.89068087464125°E            |                                            |                                    | Modifica les dades a Wikidata |
|        | Can Manescal               | Llagostera         | masia            |                               | 41° 49′ 10″ N, 2° 52′ 51″ E / 41.819439654983626°N,2.8809070587158208°E        |                                            |                                    | Modifica les dades a Wikidata |
|        | Can Mantot                 | Llagostera         | masia            |                               | 41° 50′ 56″ N, 2° 52′ 38″ E / 41.848951695366°N,2.87732070970142°E             |                                            |                                    | Modifica les dades a Wikidata |
|        | Can Manuel                 | Llagostera         | masia            |                               | 41° 50′ 00″ N, 2° 51′ 46″ E / 41.8332272687016°N,2.86285057545926°E            |                                            |                                    | Modifica les dades a Wikidata |
|        | Can Marcó                  | Llagostera         | masia            |                               | 41° 50′ 36″ N, 2° 54′ 21″ E / 41.84329430555555°N,2.905808694444445°E 126 msnm |                                            | Can Marcó (Llagostera)             | Modifica les dades a Wikidata |
|        | Can Marquès                | Llagostera         | masia            |                               | 41° 50′ 45″ N, 2° 54′ 05″ E / 41.84591581535921°N,2.9013991355895996°E         |                                            |                                    | Modifica les dades a Wikidata |
|        | Can Marull                 | Llagostera         | masia            |                               | 41° 50′ 26″ N, 2° 53′ 58″ E / 41.8404886801444°N,2.89943887901509°E            |                                            |                                    | Modifica les dades a Wikidata |
|        | Can Massó                  | Llagostera         | masia            |                               | 41° 51′ 35″ N, 2° 53′ 16″ E / 41.859629°N,2.887705°E 125 msnm                  |                                            |                                    | Modifica les dades a Wikidata |
|        | Can Matalí                 | Llagostera         | masia            |                               | 41° 50′ 39″ N, 2° 53′ 19″ E / 41.84410152472321°N,2.888513803482056°E          |                                            |                                    | Modifica les dades a Wikidata |
|        | Can Maçanet                | Llagostera         | masia            |                               | 41° 51′ 21″ N, 2° 53′ 41″ E / 41.8559133207648°N,2.89476435322733°E            |                                            |                                    | Modifica les dades a Wikidata |
|        | Can Mercader               | Llagostera         | masia            |                               | 41° 48′ 58″ N, 2° 53′ 06″ E / 41.816121°N,2.885134°E 152 msnm                  |                                            |                                    | Modifica les dades a Wikidata |
|        | Can Meri                   | Llagostera         | masia            |                               | 41° 49′ 07″ N, 2° 52′ 43″ E / 41.81859210909147°N,2.878632545471192°E          |                                            |                                    | Modifica les dades a Wikidata |
|        | Can Mestre Vicenç          | Llagostera         | masia            |                               | 41° 50′ 03″ N, 2° 51′ 38″ E / 41.8341070878685°N,2.86047612955681°E            |                                            |                                    | Modifica les dades a Wikidata |
|        | Can Miqueta                | Llagostera         | masia            |                               | 41° 49′ 59″ N, 2° 55′ 17″ E / 41.833175°N,2.921398°E 135 msnm                  |                                            |                                    | Modifica les dades a Wikidata |
|        | Can Mira                   | Llagostera         | masia            |                               | 41° 51′ 27″ N, 2° 54′ 00″ E / 41.8575213009015°N,2.90008688207054°E            |                                            |                                    | Modifica les dades a Wikidata |
|        | Can Misèria                | Llagostera         | masia            |                               | 41° 49′ 14″ N, 2° 53′ 57″ E / 41.820631°N,2.899146°E 135 msnm                  |                                            | Can Misèria                        | Modifica les dades a Wikidata |
|        | Can Moner                  | Llagostera         | masia            |                               | 41° 48′ 34″ N, 2° 55′ 20″ E / 41.8093692904774°N,2.92210857739998°E            |                                            |                                    | Modifica les dades a Wikidata |
|        | Can Moneret                | Llagostera         | masia            |                               | 41° 49′ 21″ N, 2° 53′ 59″ E / 41.822420947752°N,2.8996357318202°E              |                                            |                                    | Modifica les dades a Wikidata |
|        | Can Morató                 | Llagostera         | masia            | Estil: arquitectura popular   | 41° 51′ 20″ N, 2° 57′ 18″ E / 41.8556°N,2.95513°E                              | bé integrant del patrimoni cultural català | Can Morató (Llagostera)            | Modifica les dades a Wikidata |
|        | Can Nadal                  | Llagostera         | masia            | Estil: arquitectura popular   | 41° 49′ 17″ N, 2° 54′ 42″ E / 41.8214°N,2.91167°E 153 msnm                     | bé integrant del patrimoni cultural català | Can Nadal (Llagostera)             | Modifica les dades a Wikidata |
|        | Can Nadalet                | Llagostera         | masia            |                               | 41° 50′ 27″ N, 2° 54′ 22″ E / 41.840743373975°N,2.9061329387288°E              |                                            |                                    | Modifica les dades a Wikidata |
|        | Can Nadalet                | Llagostera         | masia            |                               | 41° 50′ 30″ N, 2° 54′ 53″ E / 41.84161578310067°N,2.914670705795288°E          |                                            |                                    | Modifica les dades a Wikidata |
|        | Can Negoci                 | Llagostera         | masia            |                               | 41° 50′ 52″ N, 2° 54′ 12″ E / 41.8477426864803°N,2.90345090038249°E 128 msnm   |                                            | Can Negoci (Llagostera)            | Modifica les dades a Wikidata |
|        | Can Nuix                   | Llagostera         | masia            |                               | 41° 49′ 01″ N, 2° 52′ 49″ E / 41.8169081073786°N,2.88022338480861°E            |                                            |                                    | Modifica les dades a Wikidata |
|        | Can Paiet                  | Llagostera         | masia            |                               | 41° 51′ 09″ N, 2° 54′ 35″ E / 41.8526115124113°N,2.90972004685002°E            |                                            |                                    | Modifica les dades a Wikidata |
|        | Can Parera                 | Llagostera         | masia            | Estil: arquitectura popular   | 41° 50′ 02″ N, 2° 55′ 30″ E / 41.8338°N,2.92496°E                              | bé integrant del patrimoni cultural català | Can Parera (Llagostera)            | Modifica les dades a Wikidata |
|        | Can Pata                   | Llagostera         | masia            |                               | 41° 49′ 32″ N, 2° 55′ 33″ E / 41.825636°N,2.925732°E 70 msnm                   |                                            | Can Pata (Llagostera)              | Modifica les dades a Wikidata |
|        | Can Pelet Ferrer           | Llagostera         | masia            |                               | 41° 48′ 00″ N, 2° 51′ 56″ E / 41.7999496767799°N,2.86547341817248°E            |                                            |                                    | Modifica les dades a Wikidata |
|        | Can Penedes                | Llagostera         | masia            |                               | 41° 49′ 50″ N, 2° 55′ 14″ E / 41.830681°N,2.920448°E 130 msnm                  |                                            |                                    | Modifica les dades a Wikidata |
|        | Can Pere-pere              | Llagostera         | masia            |                               | 41° 49′ 05″ N, 2° 53′ 26″ E / 41.8179902974737°N,2.89061229560138°E            |                                            |                                    | Modifica les dades a Wikidata |
|        | Can Pessetes               | Llagostera         | masia            |                               | 41° 50′ 57″ N, 2° 53′ 18″ E / 41.8492961238981°N,2.88827017501886°E            |                                            |                                    | Modifica les dades a Wikidata |
|        | Can Pigrau                 | Llagostera         | masia            |                               | 41° 49′ 20″ N, 2° 54′ 54″ E / 41.82217011570265°N,2.9149711132049565°E         |                                            |                                    | Modifica les dades a Wikidata |
|        | Can Pijoan                 | Llagostera         | masia            |                               | 41° 50′ 07″ N, 2° 53′ 19″ E / 41.83519716766027°N,2.888545989990235°E          |                                            |                                    | Modifica les dades a Wikidata |
|        | Can Pijoan del Mas Esteve  | Llagostera         | masia            |                               | 41° 50′ 31″ N, 2° 55′ 02″ E / 41.84183958372979°N,2.917084693908692°E          |                                            |                                    | Modifica les dades a Wikidata |
|        | Can Pinet                  | Llagostera         | masia            |                               | 41° 48′ 59″ N, 2° 53′ 05″ E / 41.816489412494°N,2.88475127661619°E             |                                            |                                    | Modifica les dades a Wikidata |
|        | Can Pito del Forn          | Llagostera         | masia            |                               | 41° 49′ 08″ N, 2° 53′ 48″ E / 41.81900788772323°N,2.8966033458709717°E         |                                            |                                    | Modifica les dades a Wikidata |
|        | Can Planet                 | Llagostera         | masia            |                               | 41° 50′ 44″ N, 2° 53′ 13″ E / 41.84556415070932°N,2.8869581222534184°E         |                                            |                                    | Modifica les dades a Wikidata |
|        | Can Prats                  | Llagostera         | masia            | Estil: arquitectura popular   | 41° 50′ 11″ N, 2° 52′ 11″ E / 41.8365°N,2.86972°E                              | bé integrant del patrimoni cultural català | Can Prats (Llagostera)             | Modifica les dades a Wikidata |
|        | Can Puig                   | Llagostera         | masia            |                               | 41° 48′ 11″ N, 2° 54′ 53″ E / 41.8029240442899°N,2.91470118987375°E            |                                            |                                    | Modifica les dades a Wikidata |
|        | Can Pujol                  | Llagostera         | masia            |                               | 41° 50′ 24″ N, 2° 54′ 13″ E / 41.8400599923402°N,2.90369129708855°E 134 msnm   |                                            | Can Pujol (Llagostera)             | Modifica les dades a Wikidata |
|        | Can Quintana               | Llagostera         | masia            |                               | 41° 50′ 43″ N, 2° 57′ 38″ E / 41.8453716088269°N,2.96044222705177°E            |                                            |                                    | Modifica les dades a Wikidata |
|        | Can Rajoler Petit          | Llagostera         | masia            |                               | 41° 50′ 54″ N, 2° 54′ 33″ E / 41.8484138734813°N,2.90918387090215°E            |                                            |                                    | Modifica les dades a Wikidata |
|        | Can Rando                  | Llagostera         | masia            |                               | 41° 51′ 27″ N, 2° 54′ 42″ E / 41.8575667239268°N,2.911544357906°E              |                                            |                                    | Modifica les dades a Wikidata |
|        | Can Raset                  | Llagostera         | masia            |                               | 41° 49′ 57″ N, 2° 55′ 12″ E / 41.83252721774236°N,2.9198741912841797°E         |                                            |                                    | Modifica les dades a Wikidata |
|        | Can Revert                 | Llagostera         | masia            |                               | 41° 50′ 55″ N, 2° 53′ 44″ E / 41.848529262535074°N,2.8954553604125977°E        |                                            |                                    | Modifica les dades a Wikidata |
|        | Can Ribes                  | Llagostera         | masia            |                               | 41° 51′ 09″ N, 2° 53′ 17″ E / 41.852436035319°N,2.8880456230325°E              |                                            |                                    | Modifica les dades a Wikidata |
|        | Can Rissec                 | Llagostera         | masia            | Estil: arquitectura popular   | 41° 47′ 30″ N, 2° 53′ 45″ E / 41.7918°N,2.89575°E                              | bé integrant del patrimoni cultural català | Can Rissec (Llagostera)            | Modifica les dades a Wikidata |
|        | Can Roc                    | Llagostera         | masia            |                               | 41° 49′ 24″ N, 2° 53′ 59″ E / 41.8232947989014°N,2.89983907212802°E            |                                            |                                    | Modifica les dades a Wikidata |
|        | Can Roig                   | Llagostera         | masia            |                               | 41° 48′ 25″ N, 2° 54′ 52″ E / 41.806925°N,2.914317°E 168 msnm                  |                                            |                                    | Modifica les dades a Wikidata |
|        | Can Roig                   | Llagostera         | masia            |                               | 41° 48′ 43″ N, 2° 53′ 37″ E / 41.811931°N,2.893739°E 140 msnm                  |                                            |                                    | Modifica les dades a Wikidata |
|        | Can Roig                   | Llagostera         | masia            |                               | 41° 49′ 34″ N, 2° 54′ 33″ E / 41.8260597217716°N,2.9091346263885502°E          |                                            |                                    | Modifica les dades a Wikidata |
|        | Can Romeguera              | Llagostera         | masia            |                               | 41° 50′ 18″ N, 2° 53′ 27″ E / 41.838403°N,2.890853°E 128 msnm                  |                                            |                                    | Modifica les dades a Wikidata |
|        | Can Roure                  | Llagostera         | masia            |                               | 41° 49′ 28″ N, 2° 54′ 58″ E / 41.82442875436597°N,2.916076183319092°E          |                                            |                                    | Modifica les dades a Wikidata |
|        | Can Rusquelleda            | Llagostera         | masia            |                               | 41° 49′ 42″ N, 2° 56′ 46″ E / 41.8283966828838°N,2.94600177011163°E            |                                            |                                    | Modifica les dades a Wikidata |
|        | Can Rusques                | Llagostera         | masia            |                               | 41° 45′ 53″ N, 2° 55′ 57″ E / 41.7648002250048°N,2.93252078682173°E            |                                            |                                    | Modifica les dades a Wikidata |
|        | Can Sabater                | Llagostera         | masia            |                               | 41° 48′ 30″ N, 2° 53′ 22″ E / 41.80842868050027°N,2.889382839202881°E          |                                            |                                    | Modifica les dades a Wikidata |
|        | Can Sagols                 | Llagostera         | masia            | Estil: arquitectura popular   | 41° 48′ 49″ N, 2° 53′ 20″ E / 41.8137°N,2.88883°E                              | bé integrant del patrimoni cultural català | Can Sagols (Llagostera)            | Modifica les dades a Wikidata |
|        | Can Senalla                | Llagostera         | masia            |                               | 41° 48′ 57″ N, 2° 54′ 29″ E / 41.8159250303169°N,2.90812209449801°E            |                                            |                                    | Modifica les dades a Wikidata |
|        | Can Siu                    | Llagostera         | masia            |                               | 41° 49′ 21″ N, 2° 52′ 14″ E / 41.8225360922916°N,2.8706641278026°E             |                                            |                                    | Modifica les dades a Wikidata |
|        | Can Soledor                | Llagostera         | masia            | Estat: ruïnós                 | 41° 48′ 27″ N, 2° 54′ 14″ E / 41.807533°N,2.903974°E 143 msnm                  |                                            |                                    | Modifica les dades a Wikidata |
|        | Can Solà                   | Llagostera         | masia            |                               | 41° 49′ 02″ N, 2° 53′ 16″ E / 41.817348°N,2.887835°E 138 msnm                  |                                            |                                    | Modifica les dades a Wikidata |
|        | Can Sureda del Mas Ballell | Llagostera         | masia            |                               | 41° 50′ 45″ N, 2° 52′ 14″ E / 41.8459719928927°N,2.87055670962064°E            |                                            |                                    | Modifica les dades a Wikidata |
|        | Can Tanoca                 | Llagostera         | masia            |                               | 41° 51′ 12″ N, 2° 53′ 09″ E / 41.85345°N,2.88582°E 120 msnm                    |                                            |                                    | Modifica les dades a Wikidata |
|        | Can Tarrè                  | Llagostera         | masia            |                               | 41° 49′ 06″ N, 2° 54′ 09″ E / 41.818223272919°N,2.902553711898°E               |                                            |                                    | Modifica les dades a Wikidata |
|        | Can Tibau                  | Llagostera         | masia            |                               | 41° 49′ 56″ N, 2° 54′ 13″ E / 41.832183°N,2.903674°E 127 msnm                  |                                            |                                    | Modifica les dades a Wikidata |
|        | Can Tirona                 | Llagostera         | masia            |                               | 41° 46′ 03″ N, 2° 56′ 19″ E / 41.767586747044°N,2.93848526512556°E             |                                            |                                    | Modifica les dades a Wikidata |
|        | Can Tolibi                 | Llagostera         | masia            |                               | 41° 49′ 01″ N, 2° 52′ 52″ E / 41.81697694341116°N,2.8811323642730717°E         |                                            |                                    | Modifica les dades a Wikidata |
|        | Can Tonera                 | Llagostera         | masia            |                               | 41° 49′ 55″ N, 2° 54′ 07″ E / 41.83192°N,2.901818°E 128 msnm                   |                                            | Can Tonera                         | Modifica les dades a Wikidata |
|        | Can Tordera                | Llagostera         | masia            |                               | 41° 50′ 34″ N, 2° 55′ 04″ E / 41.84279872041728°N,2.917889356613159°E          |                                            |                                    | Modifica les dades a Wikidata |
|        | Can Torres                 | Llagostera         | masia            |                               | 41° 48′ 26″ N, 2° 54′ 25″ E / 41.8072930910805°N,2.907063961029053°E           |                                            |                                    | Modifica les dades a Wikidata |
|        | Can Torres                 | Llagostera         | masia            |                               | 41° 50′ 22″ N, 2° 57′ 12″ E / 41.839362°N,2.953423°E 180 msnm                  |                                            |                                    | Modifica les dades a Wikidata |
|        | Can Tranquinell            | Llagostera         | masia            |                               | 41° 46′ 23″ N, 2° 54′ 45″ E / 41.7730280929251°N,2.9124186219352°E 325 msnm    |                                            |                                    | Modifica les dades a Wikidata |
|        | Can Vendrell               | Llagostera         | masia            |                               | 41° 51′ 31″ N, 2° 53′ 55″ E / 41.8586909919196°N,2.89871157754681°E            |                                            |                                    | Modifica les dades a Wikidata |
|        | Can Verdeguer              | Llagostera         | masia            |                               | 41° 49′ 18″ N, 2° 53′ 58″ E / 41.8217722062049°N,2.89935979770252°E            |                                            |                                    | Modifica les dades a Wikidata |
|        | Can Vernis                 | Llagostera         | masia            |                               | 41° 50′ 58″ N, 2° 53′ 23″ E / 41.8494507305756°N,2.88981184130718°E            |                                            |                                    | Modifica les dades a Wikidata |
|        | Can Viadiu                 | Llagostera         | masia            |                               | 41° 48′ 35″ N, 2° 54′ 14″ E / 41.8097401812602°N,2.9039740562438965°E          |                                            |                                    | Modifica les dades a Wikidata |
|        | Can Vicenç                 | Llagostera         | masia            |                               |                                                                                |                                            |                                    | Modifica les dades a Wikidata |
|        | Can Vidal de Llobatera     | Llagostera         | masia            | Estil: arquitectura popular   | 41° 48′ 03″ N, 2° 52′ 32″ E / 41.8007°N,2.87558°E                              | bé integrant del patrimoni cultural català | Can Vidal de Llobatera             | Modifica les dades a Wikidata |
|        | Can Vidreres               | Llagostera         | masia            |                               | 41° 50′ 27″ N, 2° 54′ 03″ E / 41.8409312955826°N,2.90090764823302°E            |                                            |                                    | Modifica les dades a Wikidata |
|        | Can Vinyes                 | Llagostera         | masia            |                               | 41° 50′ 27″ N, 2° 54′ 18″ E / 41.840832°N,2.905111°E 133 msnm                  |                                            | Can Vinyes (Llagostera)            | Modifica les dades a Wikidata |
|        | Can Virgili                | Llagostera         | masia            |                               | 41° 50′ 07″ N, 2° 55′ 13″ E / 41.835397°N,2.92025°E 132 msnm                   |                                            |                                    | Modifica les dades a Wikidata |
|        | Can Xai                    | Llagostera         | masia            |                               | 41° 51′ 04″ N, 2° 54′ 23″ E / 41.8512127732176°N,2.90638507746149°E            |                                            |                                    | Modifica les dades a Wikidata |
|        | Can Xaiet                  | Llagostera         | masia            |                               | 41° 50′ 43″ N, 2° 53′ 51″ E / 41.84517252189249°N,2.897633314132691°E          |                                            |                                    | Modifica les dades a Wikidata |
|        | Can Xaliu                  | Llagostera         | masia            |                               | 41° 48′ 35″ N, 2° 54′ 37″ E / 41.809716190633715°N,2.910261154174805°E         |                                            |                                    | Modifica les dades a Wikidata |
|        | Can Xaranet                | Llagostera         | masia            |                               | 41° 50′ 46″ N, 2° 52′ 47″ E / 41.846122746954°N,2.8796246894756°E              |                                            |                                    | Modifica les dades a Wikidata |
|        | Can Xeliu                  | Llagostera         | masia            |                               | 41° 49′ 13″ N, 2° 52′ 55″ E / 41.8203596197098°N,2.88201104960015°E            |                                            |                                    | Modifica les dades a Wikidata |
|        | Can Xerric                 | Llagostera         | masia            |                               | 41° 48′ 11″ N, 2° 53′ 56″ E / 41.80305444575587°N,2.898824214935303°E          |                                            |                                    | Modifica les dades a Wikidata |
|        | Can Xiquet                 | Llagostera         | masia            |                               | 41° 50′ 22″ N, 2° 53′ 38″ E / 41.8393487702232°N,2.89383998266425°E            |                                            |                                    | Modifica les dades a Wikidata |
|        | Can Xixa                   | Llagostera         | masia            |                               | 41° 50′ 13″ N, 2° 53′ 27″ E / 41.836876°N,2.890863°E 136 msnm                  |                                            |                                    | Modifica les dades a Wikidata |
|        | Can Xurlet                 | Llagostera         | masia            |                               | 41° 51′ 17″ N, 2° 54′ 41″ E / 41.854627°N,2.911409°E 153 msnm                  |                                            |                                    | Modifica les dades a Wikidata |
|        | Can Xurlo                  | Llagostera         | masia            |                               | 41° 51′ 12″ N, 2° 54′ 38″ E / 41.8533416550104°N,2.91046594036025°E            |                                            |                                    | Modifica les dades a Wikidata |
|        | Casa Nova d'en Boada       | Llagostera         | masia            |                               | 41° 48′ 44″ N, 2° 52′ 30″ E / 41.81234710913525°N,2.874877452850342°E          |                                            |                                    | Modifica les dades a Wikidata |
|        | Casa Nova d'en Llorenç     | Llagostera         | masia            |                               | 41° 50′ 43″ N, 2° 55′ 58″ E / 41.84522047657029°N,2.9328614473342896°E         |                                            |                                    | Modifica les dades a Wikidata |
|        | Casa Nova d'en Pelet       | Llagostera         | masia            |                               | 41° 48′ 29″ N, 2° 52′ 20″ E / 41.80815678064105°N,2.872302532196046°E          |                                            |                                    | Modifica les dades a Wikidata |
|        | Casa Nova d'en Ragolta     | Llagostera         | masia            |                               | 41° 49′ 54″ N, 2° 54′ 06″ E / 41.831672°N,2.901721°E 124 msnm                  |                                            | Casa Nova d'en Ragolta             | Modifica les dades a Wikidata |
|        | Casa Nova d'en Roig        | Llagostera         | masia            |                               | 41° 48′ 34″ N, 2° 53′ 36″ E / 41.809372°N,2.89346°E 140 msnm                   |                                            |                                    | Modifica les dades a Wikidata |
|        | Casa Nova d'en Serrà       | Llagostera         | masia            |                               | 41° 50′ 50″ N, 2° 52′ 37″ E / 41.8471410020908°N,2.87703506653654°E            |                                            |                                    | Modifica les dades a Wikidata |
|        | Casa Nova d'en Vidal       | Llagostera         | masia            |                               | 41° 48′ 09″ N, 2° 52′ 09″ E / 41.8026065725119°N,2.8691482543945317°E          |                                            |                                    | Modifica les dades a Wikidata |
|        | Casa Nova de Can Bauler    | Llagostera         | masia            |                               | 41° 48′ 20″ N, 2° 53′ 29″ E / 41.805646°N,2.89125°E 169 msnm                   |                                            |                                    | Modifica les dades a Wikidata |
|        | Casa Nova de Can Codolar   | Llagostera         | masia            | Estat: ruïnós                 | 41° 47′ 27″ N, 2° 54′ 52″ E / 41.790769°N,2.914338°E 173 msnm                  |                                            |                                    | Modifica les dades a Wikidata |
|        | Casa Nova de Can Funierons | Llagostera         | masia            |                               | 41° 48′ 59″ N, 2° 54′ 24″ E / 41.816361°N,2.906613°E 167 msnm                  |                                            |                                    | Modifica les dades a Wikidata |
|        | Casa Nova de Can Torres    | Llagostera         | masia            |                               | 41° 50′ 23″ N, 2° 57′ 12″ E / 41.839809°N,2.953252°E 186 msnm                  |                                            |                                    | Modifica les dades a Wikidata |
|        | Casa de la Barrera         | Llagostera         | masia            |                               | 41° 49′ 50″ N, 2° 53′ 07″ E / 41.83044873652027°N,2.8853917121887207°E         |                                            |                                    | Modifica les dades a Wikidata |
|        | Casa de les Viudes         | Llagostera         | masia            |                               | 41° 49′ 45″ N, 2° 53′ 31″ E / 41.8290611353306°N,2.89199038632195°E            |                                            |                                    | Modifica les dades a Wikidata |
|        | Finca Coromina             | Llagostera         | masia            |                               | 41° 48′ 38″ N, 2° 53′ 53″ E / 41.81042790873203°N,2.8980302810668945°E         |                                            |                                    | Modifica les dades a Wikidata |
|        | La Granja                  | Llagostera         | masia            |                               | 41° 51′ 25″ N, 2° 54′ 54″ E / 41.8568404337292°N,2.9151213169097905°E          |                                            |                                    | Modifica les dades a Wikidata |
|        | Mas Boix                   | Llagostera         | masia            |                               | 41° 50′ 58″ N, 2° 55′ 43″ E / 41.849376°N,2.928715°E 148 msnm                  |                                            | Mas Boix (Llagostera)              | Modifica les dades a Wikidata |
|        | Mas Fenals                 | Llagostera         | masia            |                               | 41° 50′ 12″ N, 2° 53′ 32″ E / 41.8365822145902°N,2.89230292833293°E            |                                            |                                    | Modifica les dades a Wikidata |
|        | Mas Gall                   | Llagostera         | masia            |                               | 41° 49′ 10″ N, 2° 53′ 39″ E / 41.819487628943975°N,2.894264459609986°E         |                                            |                                    | Modifica les dades a Wikidata |
|        | Mas Maiensa                | Llagostera         | masia            |                               | 41° 49′ 24″ N, 2° 52′ 27″ E / 41.8233055331596°N,2.87413052186928°E            |                                            |                                    | Modifica les dades a Wikidata |
|        | Mas Mestres                | Llagostera         | masia            |                               | 41° 50′ 09″ N, 2° 51′ 36″ E / 41.8357008111785°N,2.86006317938327°E            |                                            |                                    | Modifica les dades a Wikidata |
|        | Mas Mundo                  | Llagostera         | masia            |                               | 41° 50′ 26″ N, 2° 52′ 50″ E / 41.8406416738594°N,2.88050434374877°E            |                                            |                                    | Modifica les dades a Wikidata |
|        | Mas Munyit                 | Llagostera         | masia            |                               | 41° 50′ 31″ N, 2° 54′ 38″ E / 41.842063°N,2.910529°E 133 msnm                  |                                            |                                    | Modifica les dades a Wikidata |
|        | Mas Nou                    | Llagostera         | masia            |                               | 41° 51′ 27″ N, 2° 53′ 46″ E / 41.8575357218615°N,2.89603876953209°E            |                                            |                                    | Modifica les dades a Wikidata |
|        | Mas Ragolta                | Llagostera         | masia            |                               | 41° 49′ 57″ N, 2° 54′ 05″ E / 41.83252721774236°N,2.901334762573242°E          |                                            |                                    | Modifica les dades a Wikidata |
|        | Mas Sabater                | Llagostera         | masia            |                               | 41° 48′ 44″ N, 2° 51′ 52″ E / 41.812225100026°N,2.86455682166594°E             |                                            |                                    | Modifica les dades a Wikidata |
|        | Mas Salelles               | Llagostera         | masia            |                               | 41° 48′ 17″ N, 2° 53′ 54″ E / 41.80476593252711°N,2.898437976837158°E          |                                            |                                    | Modifica les dades a Wikidata |
|        | Mas Sureda                 | Llagostera         | masia            |                               | 41° 47′ 42″ N, 2° 53′ 47″ E / 41.79508823290277°N,2.896420955657959°E          |                                            |                                    | Modifica les dades a Wikidata |
|        | Mas Ventura                | Llagostera         | masia            |                               | 41° 50′ 11″ N, 2° 53′ 31″ E / 41.836508°N,2.892001°E 132 msnm                  |                                            |                                    | Modifica les dades a Wikidata |
|        | Mas Vidal                  | Llagostera         | masia            | Estil: arquitectura popular   | 41° 50′ 12″ N, 2° 56′ 22″ E / 41.8368°N,2.93936°E                              | bé integrant del patrimoni cultural català | Can Vidal de Penedes               | Modifica les dades a Wikidata |
|        | Mas Xifre                  | Llagostera         | masia            |                               | 41° 50′ 58″ N, 2° 52′ 49″ E / 41.8493240166772°N,2.88019907489684°E            |                                            |                                    | Modifica les dades a Wikidata |
|        | Porxo de Mas Gotarra       | Llagostera         | masia            |                               | 41° 49′ 12″ N, 2° 53′ 25″ E / 41.8200075066204°N,2.89024763721842°E            |                                            |                                    | Modifica les dades a Wikidata |
|        | Quadra d'en Ribes          | Llagostera         | masia            | Estil: arquitectura popular   | 41° 49′ 41″ N, 2° 53′ 30″ E / 41.828°N,2.8917°E                                | bé integrant del patrimoni cultural català | Quadra d'en Ribes                  | Modifica les dades a Wikidata |
|        | Torre Albertí              | Llagostera         | masia casa forta |                               | 41° 49′ 37″ N, 2° 53′ 25″ E / 41.8269°N,2.89019°E ca:Barcelona, 28             | bé integrant del patrimoni cultural català | Torre Albertí (Llagostera)         | Modifica les dades a Wikidata |
|        | Xalets d'en Pijoan         | Llagostera         | masia            |                               | 41° 50′ 20″ N, 2° 55′ 04″ E / 41.83901004673746°N,2.917803525924683°E          |                                            |                                    | Modifica les dades a Wikidata |
|        | els Hostalets              | Llagostera         | masia            |                               | 41° 51′ 20″ N, 2° 55′ 09″ E / 41.8556268909968°N,2.91922130721084°E            |                                            |                                    | Modifica les dades a Wikidata |
|        | la Cassona                 | Llagostera         | masia            |                               | 41° 50′ 28″ N, 2° 54′ 30″ E / 41.841168179494176°N,2.9083728790283208°E        |                                            |                                    | Modifica les dades a Wikidata |
|        | la Rajoleria               | Llagostera         | masia            |                               | 41° 48′ 29″ N, 2° 54′ 04″ E / 41.808157°N,2.901088°E 141 msnm                  |                                            |                                    | Modifica les dades a Wikidata |
|        | la Ruïra                   | Llagostera         | masia            |                               | 41° 47′ 14″ N, 2° 52′ 35″ E / 41.78712102979278°N,2.8762722015380864°E         |                                            |                                    | Modifica les dades a Wikidata |
|        | la Torre de Sant Llorenç   | Llagostera         | masia            |                               | 41° 48′ 20″ N, 2° 53′ 46″ E / 41.80546970821485°N,2.896184921264649°E          |                                            |                                    | Modifica les dades a Wikidata |
|        | la Torre de Vila           | Llagostera         | masia            |                               | 41° 49′ 37″ N, 2° 53′ 25″ E / 41.8270688813577°N,2.89017536685516°E            |                                            |                                    | Modifica les dades a Wikidata |
|        | les Comes                  | Llagostera         | masia            |                               | 41° 50′ 42″ N, 2° 54′ 29″ E / 41.8451253971874°N,2.90798396554307°E            |                                            |                                    | Modifica les dades a Wikidata |

## molí d'aigua
| imatge | Nom                  | Ubicat a   | instància de                  | Detalls                     | coordenades                                                             | Protecció                                  | Commons (més fotos)                | Dades a WD                    |
| ------ | -------------------- | ---------- | ----------------------------- | --------------------------- | ----------------------------------------------------------------------- | ------------------------------------------ | ---------------------------------- | ----------------------------- |
|        | Can Carreres         | Llagostera | molí d'aigua                  | Estil: arquitectura popular | 41° 48′ 12″ N, 2° 55′ 29″ E / 41.803231°N,2.924737°E 100 msnm           | bé integrant del patrimoni cultural català | Molí Can Carreres                  | Modifica les dades a Wikidata |
|        | Can Moner            | Llagostera | molí d'aigua Ús: molí fariner | Estil: arquitectura popular | 41° 48′ 33″ N, 2° 55′ 21″ E / 41.809073°N,2.922535°E 86 msnm            | bé integrant del patrimoni cultural català | Molí Can Moner                     | Modifica les dades a Wikidata |
|        | Molí d'en Companyó   | Llagostera | molí d'aigua                  |                             | 41° 49′ 04″ N, 2° 51′ 46″ E / 41.8178794111475°N,2.8628231241119°E      |                                            |                                    | Modifica les dades a Wikidata |
|        | Molí d'en Gotarra    | Llagostera | molí d'aigua                  |                             | 41° 49′ 18″ N, 2° 53′ 26″ E / 41.821590452224925°N,2.8904771804809575°E |                                            |                                    | Modifica les dades a Wikidata |
|        | Molí d'en Llambí     | Llagostera | molí d'aigua                  | Estil: arquitectura popular | 41° 50′ 38″ N, 2° 56′ 22″ E / 41.843995°N,2.939534°E                    | bé integrant del patrimoni cultural català | Molí d'en Llambí                   | Modifica les dades a Wikidata |
|        | Molí d'en Nadal      | Llagostera | molí d'aigua                  |                             | 41° 49′ 02″ N, 2° 55′ 09″ E / 41.817321°N,2.919273°E 76 msnm            |                                            | Molí d'en Nadal de Llagostera      | Modifica les dades a Wikidata |
|        | Molí d'en Tarrè      | Llagostera | molí d'aigua                  |                             | 41° 49′ 00″ N, 2° 53′ 58″ E / 41.816737063845885°N,2.8993606567382813°E |                                            |                                    | Modifica les dades a Wikidata |
|        | Molí de Can Cabanyes | Llagostera | molí d'aigua                  |                             | 41° 47′ 31″ N, 2° 55′ 47″ E / 41.79205555555556°N,2.9298055555555553°E  |                                            | Molí de Can Cabanyes de Llagostera | Modifica les dades a Wikidata |
|        | Molí de Mas Sureda   | Llagostera | molí d'aigua                  |                             | 41° 47′ 45″ N, 2° 53′ 53″ E / 41.79592009259535°N,2.8980302810668945°E  |                                            |                                    | Modifica les dades a Wikidata |
|        | Molí de Més Amunt    | Llagostera | molí d'aigua                  |                             | 41° 48′ 05″ N, 2° 55′ 39″ E / 41.8015°N,2.927416666666667°E             |                                            | Molí de Més Amunt                  | Modifica les dades a Wikidata |
|        | Molí del Xòrrec      | Llagostera | molí d'aigua                  | Estil: arquitectura popular | 41° 49′ 33″ N, 2° 55′ 29″ E / 41.82582°N,2.924667°E                     | bé integrant del patrimoni cultural català | Molí L. Valle                      | Modifica les dades a Wikidata |

## muntanya
| imatge | Nom                    | Ubicat a                        | instància de | Detalls | coordenades                                                            | Protecció | Commons (més fotos)      | Dades a WD                    |
| ------ | ---------------------- | ------------------------------- | ------------ | ------- | ---------------------------------------------------------------------- | --------- | ------------------------ | ----------------------------- |
|        | Montagut               | Llagostera                      | muntanya     |         | 41° 45′ 57″ N, 2° 56′ 20″ E / 41.7659°N,2.9389°E 498.3 msnm            |           | Montagut (Llagostera)    | Modifica les dades a Wikidata |
|        | Puig Miquel            | Llagostera                      | muntanya     |         | 41° 49′ 24″ N, 2° 54′ 17″ E / 41.823421°N,2.904671°E 158 msnm          |           | Puig Miquel (Llagostera) | Modifica les dades a Wikidata |
|        | Puig Morató            | Llagostera                      | muntanya     |         | 41° 47′ 53″ N, 2° 54′ 46″ E / 41.7981°N,2.91265°E 261.2 msnm           |           |                          | Modifica les dades a Wikidata |
|        | Puig Nadal d'en Darder | Llagostera                      | muntanya     |         | 41° 47′ 26″ N, 2° 54′ 59″ E / 41.7905°N,2.91633°E 230.9 msnm           |           |                          | Modifica les dades a Wikidata |
|        | Puig Oriol             | Llagostera                      | muntanya     |         | 41° 48′ 13″ N, 2° 55′ 10″ E / 41.80374722°N,2.91950556°E 181.8 msnm    |           |                          | Modifica les dades a Wikidata |
|        | Puig Salom             | Llagostera                      | muntanya     |         | 41° 46′ 26″ N, 2° 54′ 10″ E / 41.7738°N,2.90275°E 416.1 msnm           |           |                          | Modifica les dades a Wikidata |
|        | Puig Sellers           | Llagostera                      | muntanya     |         | 41° 48′ 35″ N, 2° 54′ 52″ E / 41.8098°N,2.91436°E 190.6 msnm           |           |                          | Modifica les dades a Wikidata |
|        | Puig d'en Gros         | Llagostera                      | muntanya     |         | 41° 46′ 34″ N, 2° 55′ 32″ E / 41.77616667°N,2.92548056°E 299.2 msnm    |           |                          | Modifica les dades a Wikidata |
|        | Puig d'en Moner        | Llagostera                      | muntanya     |         | 41° 48′ 42″ N, 2° 55′ 23″ E / 41.8116°N,2.92293°E 155.1 msnm           |           |                          | Modifica les dades a Wikidata |
|        | Puig de Grima          | Llagostera                      | muntanya     |         | 41° 48′ 30″ N, 2° 54′ 24″ E / 41.80836389°N,2.9066°E 169.3 msnm        |           |                          | Modifica les dades a Wikidata |
|        | Puig de Matxacuca      | Santa Cristina d'Aro Llagostera | muntanya     |         | 41° 47′ 22″ N, 2° 56′ 36″ E / 41.7895°N,2.94345°E 307.6 msnm           |           |                          | Modifica les dades a Wikidata |
|        | Puig de la Ginesta     | Llagostera                      | muntanya     |         | 41° 47′ 14″ N, 2° 55′ 12″ E / 41.7871°N,2.92009°E 264.8 msnm           |           |                          | Modifica les dades a Wikidata |
|        | Puig de la Guàrdia     | Llagostera                      | muntanya     |         | 41° 47′ 34″ N, 2° 54′ 26″ E / 41.7929°N,2.90723°E 244.5 msnm           |           |                          | Modifica les dades a Wikidata |
|        | Puig de les Cadiretes  | Llagostera Tossa de Mar         | muntanya     |         | 41° 45′ 26″ N, 2° 55′ 42″ E / 41.7573307749°N,2.92821015443°E 519 msnm |           | Puig de les Cadiretes    | Modifica les dades a Wikidata |
|        | Puig de les Vacasses   | Llagostera                      | muntanya     |         | 41° 46′ 20″ N, 2° 55′ 06″ E / 41.772325°N,2.91830444°E 385.7 msnm      |           |                          | Modifica les dades a Wikidata |
|        | Roca del Bou           | Llagostera                      | muntanya cim |         | 41° 45′ 59″ N, 2° 55′ 55″ E / 41.76639846661422°N,2.9319977760314946°E |           |                          | Modifica les dades a Wikidata |
|        | Roques de l'Ivet       | Llagostera                      | muntanya cim |         | 41° 47′ 02″ N, 2° 54′ 11″ E / 41.783969071690784°N,2.902922630310059°E |           |                          | Modifica les dades a Wikidata |
|        | Tossal de Can Bóta     | Llagostera                      | muntanya     |         | 41° 51′ 35″ N, 2° 56′ 14″ E / 41.85980278°N,2.93708889°E 212.1 msnm    |           |                          | Modifica les dades a Wikidata |
|        | Turó de Banya Croua    | Llagostera                      | muntanya cim |         | 41° 47′ 42″ N, 2° 55′ 18″ E / 41.79496025353025°N,2.9217195510864262°E |           |                          | Modifica les dades a Wikidata |
|        | Turó de Can Domènec    | Llagostera                      | muntanya     |         | 41° 48′ 07″ N, 2° 53′ 31″ E / 41.802°N,2.89197°E 201.2 msnm            |           |                          | Modifica les dades a Wikidata |
|        | Turó de la Capella     | Llagostera                      | muntanya     |         | 41° 48′ 19″ N, 2° 54′ 14″ E / 41.80521111°N,2.90393889°E 180.4 msnm    |           |                          | Modifica les dades a Wikidata |
|        | la Ruïra               | Llagostera                      | muntanya     |         | 41° 46′ 43″ N, 2° 53′ 02″ E / 41.77869167°N,2.88399472°E 456.3 msnm    |           |                          | Modifica les dades a Wikidata |

## parc
| imatge | Nom                             | Ubicat a   | instància de | Detalls | coordenades                                                           | Protecció | Commons (més fotos)    | Dades a WD                    |
| ------ | ------------------------------- | ---------- | ------------ | ------- | --------------------------------------------------------------------- | --------- | ---------------------- | ----------------------------- |
|        | Parc Ricard Casademont          | Llagostera | parc         |         | 41° 49′ 28″ N, 2° 54′ 03″ E / 41.824381°N,2.90097°E 149 msnm          |           | Parc Ricard Casademont | Modifica les dades a Wikidata |
|        | Parc de l'Estació de Llagostera | Llagostera | parc         |         | 41° 49′ 27″ N, 2° 53′ 24″ E / 41.82410095688303°N,2.890069484710694°E |           |                        | Modifica les dades a Wikidata |
|        | Parc de la Torre de Llagostera  | Llagostera | parc         |         | 41° 49′ 34″ N, 2° 53′ 23″ E / 41.82615565973689°N,2.889811992645264°E |           |                        | Modifica les dades a Wikidata |

## plaça
| imatge | Nom                             | Ubicat a   | instància de | Detalls | coordenades                                                   | Protecció | Commons (més fotos)             | Dades a WD                    |
| ------ | ------------------------------- | ---------- | ------------ | ------- | ------------------------------------------------------------- | --------- | ------------------------------- | ----------------------------- |
|        | Plaça Catalunya de Llagostera   | Llagostera | plaça        |         | 41° 49′ 33″ N, 2° 53′ 36″ E / 41.825816°N,2.893369°E 131 msnm |           | Plaça Catalunya de Llagostera   | Modifica les dades a Wikidata |
|        | plaça del Castell de Llagostera | Llagostera | plaça        |         | 41° 49′ 44″ N, 2° 53′ 31″ E / 41.828894°N,2.892076°E 156 msnm |           | Plaça del Castell de Llagostera | Modifica les dades a Wikidata |
|        | plaça del Mercat de Llagostera  | Llagostera | plaça        |         | 41° 49′ 41″ N, 2° 53′ 31″ E / 41.827958°N,2.891926°E 142 msnm |           | Plaça del Mercat de Llagostera  | Modifica les dades a Wikidata |

## pont
| imatge | Nom                | Ubicat a   | instància de | Detalls | coordenades                                                         | Protecció | Commons (més fotos) | Dades a WD                    |
| ------ | ------------------ | ---------- | ------------ | ------- | ------------------------------------------------------------------- | --------- | ------------------- | ----------------------------- |
|        | Pas d'en Garrofa   | Llagostera | pont         |         | 41° 46′ 05″ N, 2° 55′ 56″ E / 41.7680695213537°N,2.93208424015751°E |           |                     | Modifica les dades a Wikidata |
|        | Pas de l'Home Mort | Llagostera | pont         |         | 41° 51′ 36″ N, 2° 55′ 21″ E / 41.8599975766932°N,2.92262548997661°E |           |                     | Modifica les dades a Wikidata |

## serra
| imatge | Nom                    | Ubicat a                        | instància de | Detalls | coordenades                                                         | Protecció | Commons (més fotos) | Dades a WD                    |
| ------ | ---------------------- | ------------------------------- | ------------ | ------- | ------------------------------------------------------------------- | --------- | ------------------- | ----------------------------- |
|        | Muntanya d'en Bonet    | Llagostera                      | serra        |         | 41° 46′ 43″ N, 2° 56′ 21″ E / 41.77851667°N,2.93926667°E 449.7 msnm |           |                     | Modifica les dades a Wikidata |
|        | Muntanyes de Llobatera | Llagostera                      | serra        |         | 41° 47′ 27″ N, 2° 52′ 00″ E / 41.7908°N,2.8666°E 347.3 msnm         |           |                     | Modifica les dades a Wikidata |
|        | Serra de les Comes     | Santa Cristina d'Aro Llagostera | serra        |         | 41° 47′ 23″ N, 2° 56′ 35″ E / 41.78962778°N,2.94309444°E 329.6 msnm |           |                     | Modifica les dades a Wikidata |
|        | serra d'en Jaume       | Llagostera Tossa de Mar         | serra        |         | 41° 46′ 35″ N, 2° 53′ 23″ E / 41.77636111°N,2.88966111°E            |           |                     | Modifica les dades a Wikidata |

## Misc
| imatge | Nom                                           | Ubicat a                                    | instància de                            | Detalls                                                                       | coordenades                                                                  | Protecció                                                              | Commons (més fotos)                                                   | Dades a WD                    |
| ------ | --------------------------------------------- | ------------------------------------------- | --------------------------------------- | ----------------------------------------------------------------------------- | ---------------------------------------------------------------------------- | ---------------------------------------------------------------------- | --------------------------------------------------------------------- | ----------------------------- |
|        | Abocador de Solius                            | Llagostera                                  | abocador equipament                     |                                                                               | 41° 47′ 52″ N, 2° 56′ 14″ E / 41.79787172103162°N,2.9372978210449223°E       |                                                                        |                                                                       | Modifica les dades a Wikidata |
|        | Bassa d'en Rissec                             | Llagostera                                  | dipòsit d'aigua cos d'aigua             |                                                                               | 41° 47′ 25″ N, 2° 53′ 48″ E / 41.79038482309324°N,2.896533608436585°E        |                                                                        |                                                                       | Modifica les dades a Wikidata |
|        | Cascada dels Molins del Ridaura de Llagostera | Llagostera                                  | salt d'aigua                            |                                                                               | 41° 47′ 46″ N, 2° 55′ 46″ E / 41.79622222222222°N,2.929527777777778°E        |                                                                        | Cascada dels Molins del Ridaura de Llagostera                         | Modifica les dades a Wikidata |
|        | Casina d'en Sureda                            | Llagostera                                  | cabana                                  |                                                                               | 41° 46′ 46″ N, 2° 55′ 54″ E / 41.779440860693384°N,2.9316973686218266°E      |                                                                        |                                                                       | Modifica les dades a Wikidata |
|        | Creu de Can Codolar                           | Llagostera                                  | creu de terme                           |                                                                               | 41° 48′ 05″ N, 2° 54′ 09″ E / 41.80129492571741°N,2.902611494064331°E        |                                                                        |                                                                       | Modifica les dades a Wikidata |
|        | Deixalleria de Llagostera                     | Llagostera                                  | equipament instal·lació Ús: deixalleria |                                                                               | 41° 49′ 49″ N, 2° 54′ 16″ E / 41.830209°N,2.90451°E 132 msnm                 |                                                                        | Deixalleria de Llagostera                                             | Modifica les dades a Wikidata |
|        | Dolmen de Tranquinell                         | Llagostera                                  | dolmen                                  |                                                                               | 41° 46′ 24″ N, 2° 54′ 49″ E / 41.77320004594383°N,2.913479804992676°E        |                                                                        |                                                                       | Modifica les dades a Wikidata |
|        | Escola Lacustària de Llagostera               | Llagostera                                  | edifici escolar                         |                                                                               | 41° 49′ 37″ N, 2° 53′ 51″ E / 41.82701110023817°N,2.897440195083618°E        |                                                                        |                                                                       | Modifica les dades a Wikidata |
|        | Estació de ferrocarril de Llagostera          | Llagostera                                  | estació de ferrocarril                  | Estil: arquitectura eclèctica                                                 | 41° 49′ 29″ N, 2° 53′ 24″ E / 41.8246°N,2.89006°E                            | bé integrant del patrimoni cultural català                             | Estació de ferrocarril de Sant Feliu de Guíxols a Girona (Llagostera) | Modifica les dades a Wikidata |
|        | Forn de calç de Banya Croua                   | Llagostera                                  | forn de calç                            |                                                                               | 41° 48′ 02″ N, 2° 55′ 28″ E / 41.800583333333336°N,2.9244166666666667°E      |                                                                        | Forn de calç de Banya Croua                                           | Modifica les dades a Wikidata |
|        | Llagosteras                                   | Llagostera                                  | vèrtex geodèsic                         |                                                                               | 41° 49′ 43″ N, 2° 53′ 32″ E / 41.828629°N,2.892154°E 193.187 msnm            |                                                                        |                                                                       | Modifica les dades a Wikidata |
|        | Menhir d'en Llach                             | Llagostera                                  | menhir                                  |                                                                               | 41° 45′ 33″ N, 2° 56′ 06″ E / 41.75928°N,2.935065°E                          | bé integrant del patrimoni cultural català                             | Menhir d'en Llach                                                     | Modifica les dades a Wikidata |
|        | Monument als donants de sang a Llagostera     | Llagostera                                  | monument                                | Creador: Joan Antoni Hierro Gutiérrez 2002-06-29 Anomenat per: donant de sang | 41° 49′ 27″ N, 2° 53′ 26″ E / 41.824283333333334°N,2.8904833333333335°E      |                                                                        |                                                                       | Modifica les dades a Wikidata |
|        | Museu Vilà                                    | Llagostera                                  | museu                                   |                                                                               | 41° 49′ 42″ N, 2° 53′ 37″ E / 41.8283°N,2.89354°E                            | bé integrant del patrimoni cultural català bé cultural d'interès local | Museu Emili Vilà                                                      | Modifica les dades a Wikidata |
|        | Pedra Sobre Altra                             | Tossa de Mar Llagostera                     | megàlit paradolmen                      |                                                                               | 41° 45′ 38″ N, 2° 56′ 25″ E / 41.76055556°N,2.94027778°E Massís de l'Ardenya | bé cultural d'interès local                                            | Pedra-sobre-altra                                                     | Modifica les dades a Wikidata |
|        | Piscina Municipal de Llagostera               | Llagostera                                  | piscina pública                         |                                                                               | 41° 49′ 16″ N, 2° 53′ 45″ E / 41.821075°N,2.895777°E 127 msnm                |                                                                        | Piscina Municipal de Llagostera                                       | Modifica les dades a Wikidata |
|        | Presa de Can Rissec                           | Llagostera                                  | presa d'aigua                           |                                                                               | 41° 47′ 00″ N, 2° 53′ 42″ E / 41.783217058792346°N,2.895112037658692°E       |                                                                        |                                                                       | Modifica les dades a Wikidata |
|        | Resclosa del Molí de Baix de Llagostera       | Llagostera                                  | resclosa                                |                                                                               | 41° 48′ 17″ N, 2° 55′ 30″ E / 41.804681°N,2.925031°E                         |                                                                        | Resclosa del Molí de Baix de Llagostera                               | Modifica les dades a Wikidata |
|        | Tomba de Josep Tarrè                          | Llagostera                                  | mausoleu                                |                                                                               | 41° 49′ 27″ N, 2° 54′ 07″ E / 41.8242°N,2.90188°E                            | bé integrant del patrimoni cultural català                             | Tomba de Josep Tarrè                                                  | Modifica les dades a Wikidata |
|        | carrer de l'Hospital                          | Llagostera                                  | carrer                                  | Estil: arquitectura popular                                                   | 41° 49′ 41″ N, 2° 53′ 39″ E / 41.8281°N,2.89427°E                            | bé integrant del patrimoni cultural català                             | Carrer de l'Hospital (Llagostera)                                     | Modifica les dades a Wikidata |
|        | casa consistorial de Llagostera               | Llagostera                                  | casa consistorial                       |                                                                               | 41° 49′ 44″ N, 2° 53′ 31″ E / 41.8288229°N,2.8918373°E                       |                                                                        | Casa de la Vila de Llagostera                                         | Modifica les dades a Wikidata |
|        | cementiri de Llagostera                       | Llagostera                                  | cementiri                               |                                                                               | 41° 49′ 27″ N, 2° 54′ 07″ E / 41.824121°N,2.902038°E 146 msnm                |                                                                        | Llagostera Cemetery                                                   | Modifica les dades a Wikidata |
|        | collet de Terra Negra                         | Caldes de Malavella Llagostera Tossa de Mar | collada                                 |                                                                               | 41° 46′ 23″ N, 2° 52′ 19″ E / 41.773°N,2.87188°E                             |                                                                        |                                                                       | Modifica les dades a Wikidata |
|        | pi de Can Salvador                            | Llagostera                                  | arbre singular                          | Taxon: pi pinyer (Pinus pinea) Ample: 23.5m Alt: 22.5m Perímetre: 3.79m       | 41° 51′ 14″ N, 2° 57′ 35″ E / 41.85393°N,2.95969°E ca:Can Salvador 182 msnm  | arbre monumental                                                       | Pi de Can Salvador                                                    | Modifica les dades a Wikidata |